# ホンダ・CB
CB（シービー）とは本田技研工業が製造・販売している4ストロークガソリンエンジンを搭載するオートバイのシリーズ商標である。

## 由来・遍歴
元々「Motor Cycle」を意味する符号として使われていたCと「CLUB MAN RACE」のBを組み合わせたものである。またBestまたはBetter の Bや1959年から輸出開始されたアメリカ合衆国向け仕様車に「AMERICA」のAを付けたことから、国内車両にはAの次のBを付けてCBとしたという説もある。
諸説あり。
この由来論争の混乱は、『ホンダＣＢストーリー　進化する４気筒の血統』（小関和夫他共著）が、３つの異なる由来を載せていることが一因となっている。しかも、かつてホンダの窓口では、問い合わせ対して「はっきりしない」、あるいは「clubmanのcb」と返答していたことが、当時のネットのさまざまな書き込みによってわかっている。ところが、現在のホンダの公式HPを見ると、「CBのネーミングについては諸説ありますが、CはMOTOR CYCLEから、Bは”for CLUB MAN RACER”の意味として伝えられています。」と書いている。これで、この説に収斂すると思いきや、混乱はおさまっていない。解決の糸口は、当時開発に直接かかわった方か、責任のある立場にいた方が残した文書、あるいは、それらの方が受けた取材をまとめた雑誌等の記事だろう。結論がどういったものになるにしろ、開かれた議論がなされる必要がある。
『ホンダＣＢストーリー　進化する４気筒の血統』で述べられている説の１つである、「CはMOTOR CYCLEから、Bは”for CLUB MAN RACER”」は、ＣＢの設計者（開発者）である原田義郎氏の談話の中で紹介されている。この書籍の発行は1998年である。そして、この中で語られていることは、月刊誌『オートバイ　ＡＵＴＯーＢＹ』の98ページの「メーカーに聞くカブレーシングＣＲ１１０型５０ｃｃ」という記事で語っていることとほぼ同じである。そして、この語り手はやはり原田義郎氏。この月刊誌『オートバイ　ＡＵＴＯーＢＹ』は1962年11月号。36年も前である。1959年にCB92が誕生してわずか３年後のことを考えると、現在わかっているＣＢの由来の記録としてはこれが最も古いものと言え、信頼性は格段に高い。議論は、この記事がＣＢの由来として正当な根拠となるのかについてするべきであり、あるいは、これ以上に確かな根拠が見つかっているのであれば、是非、公開すべきである。ＣＢの由来についての議論が深まることを期待したい。
1955年より全日本オートバイ耐久ロードレースが開催され、後に市販車部門にあたる『全日本モーターサイクルクラブマンレース』も併催されることになった。ホンダは既存の市販車をベースに対応車を開発することになり、排気量250ccクラスではC71をベースにしたCB71、125ccクラスではC90をベースとしたCB90が試作された。しかし、CB71はC71からの車体構造に問題があったため市販直前に発売を中止。CB90は1959年にC90のモデルチェンジ車であるC92をベースとした上でCB71の部品も使用したベンリイCB92スーパースポーツが本シリーズ初の一般市販車となった。 またCB71は車体構造を変更した上で市販レーサーのCR71が開発された後、さらに同車をベースとしたドリームCB72スーパースポーツが1960年に開発・製造・販売された。
その後、本シリーズはCBX・CBRなどの派生シリーズも含み車種を増やし、同社が世界一のオートバイメーカーとなる礎を築いた。

## モデル一覧
この書体は現行モデル

### 50cc以下
- ベンリイCB50（1971年 - 1976年）
- ベンリイCB50JX（1972年 - 1976年）
- ベンリイCB50JX-I（1976年 - 1980年）
- CB50S（1980年 - 1984年）

### 51cc - 125cc
- ベンリイCB90JX（89cc） （1972年 - 1975年）
- ベンリイCB90スーパースポーツ（124cc） （1959年）
- ベンリイCB92スーパースポーツ （1959年 - 1964年）
- ベンリイCB93スーパースポーツ （1964年 - 1966年）
- ベンリイCB125T（1966年 - 1977年）
- ベンリイCB125S（1970年）
- ベンリイCB125JX（1972年 - 1979年）
- CB100（1976年 - 1978年 海外専売モデル）
- CB125JX（1980年 - 1983年）
- CB125F[注釈 3]（2014年 - ）
- CB125R（2017年 - ）
- CB125T（1978年 - 2003年）
- CB125シャイン（2006年 - ホンダ・モーターサイクル・アンド・スクーター・インディア製造 インド国内専売モデル）
- CBツイスター（2009年 - ホンダ・モーターサイクル・アンド・スクーター・インディア製造 インド国内専売モデル）

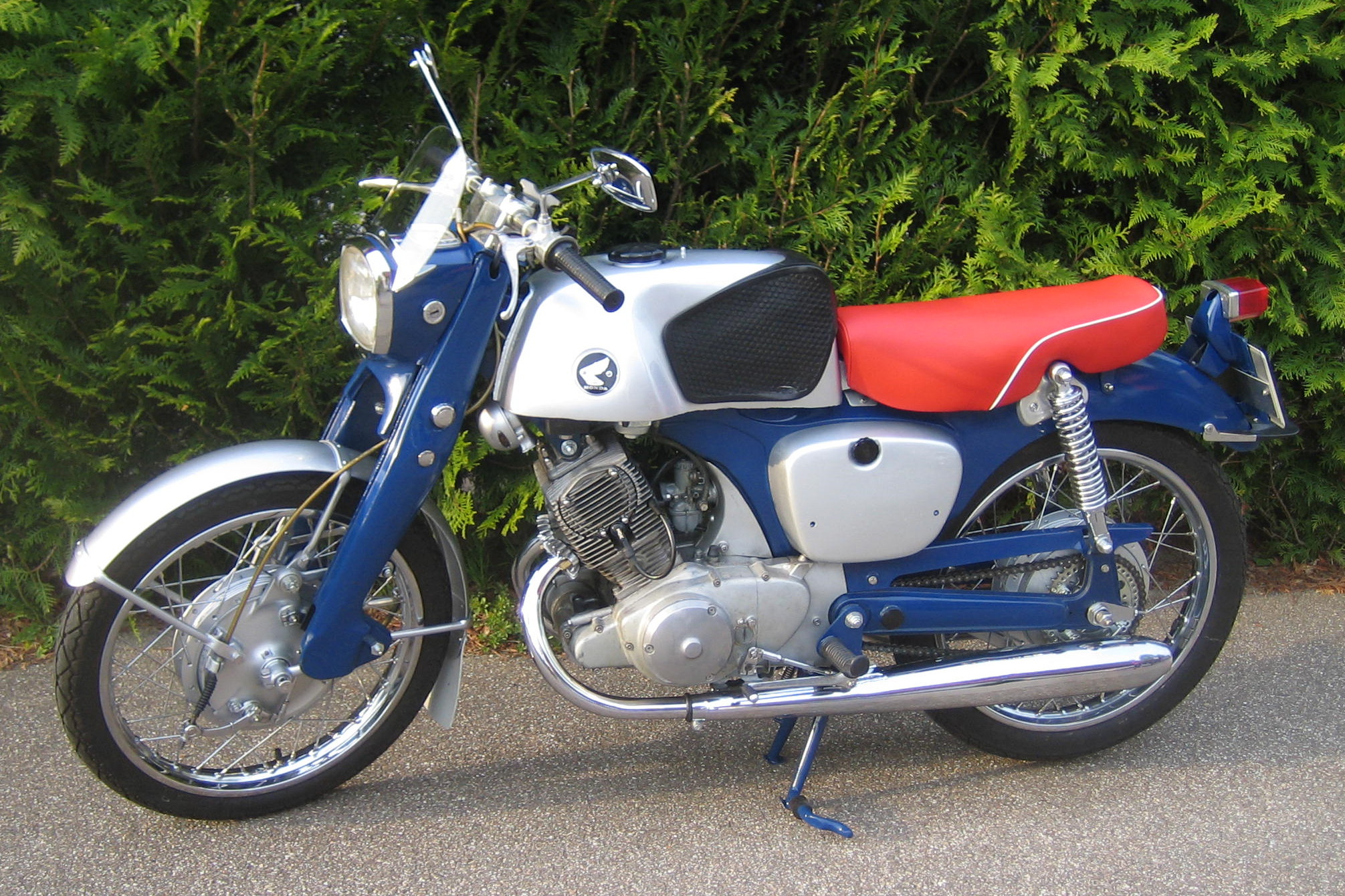
ベンリィCB92スーパースポーツ
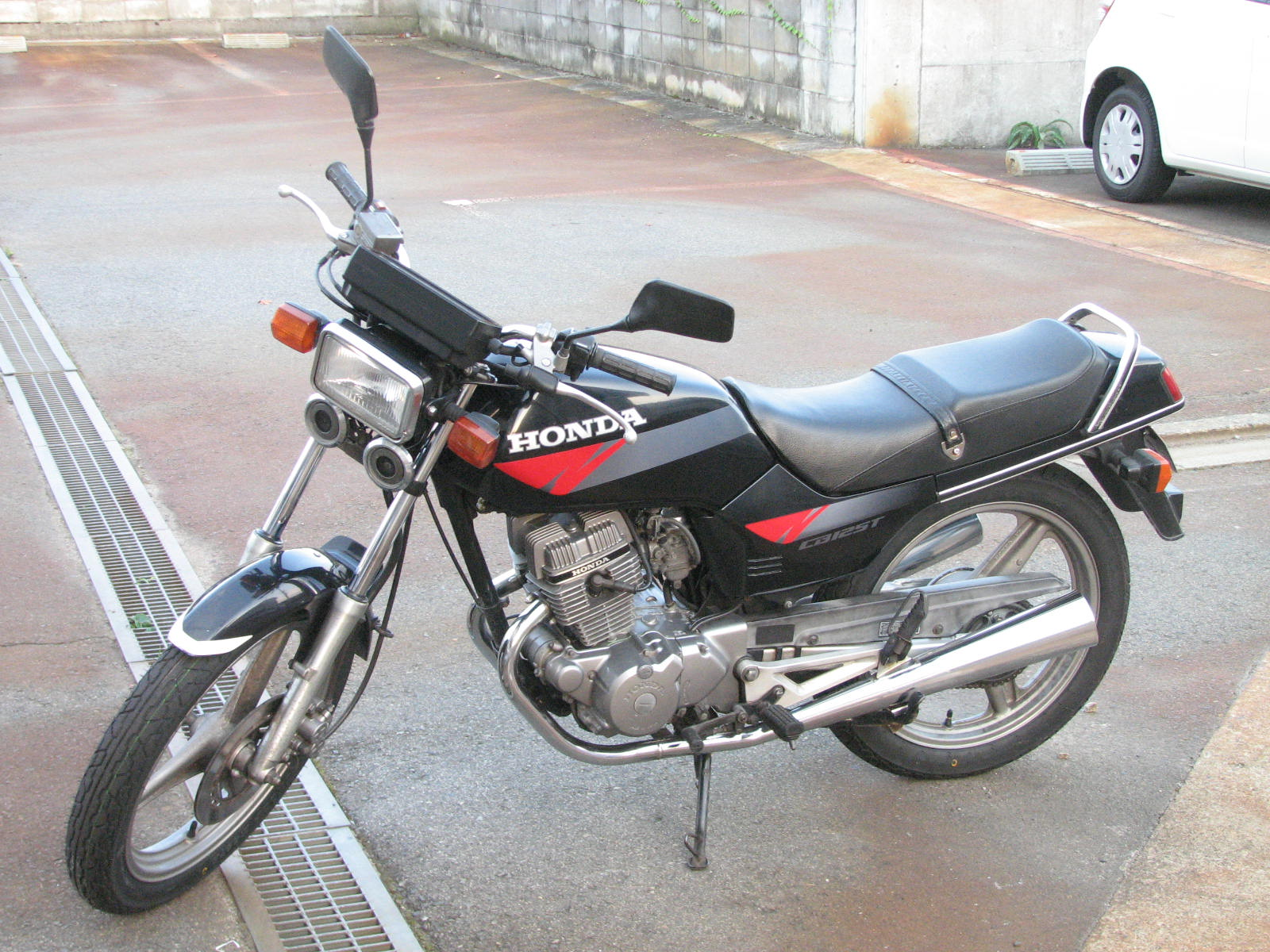
CB125T
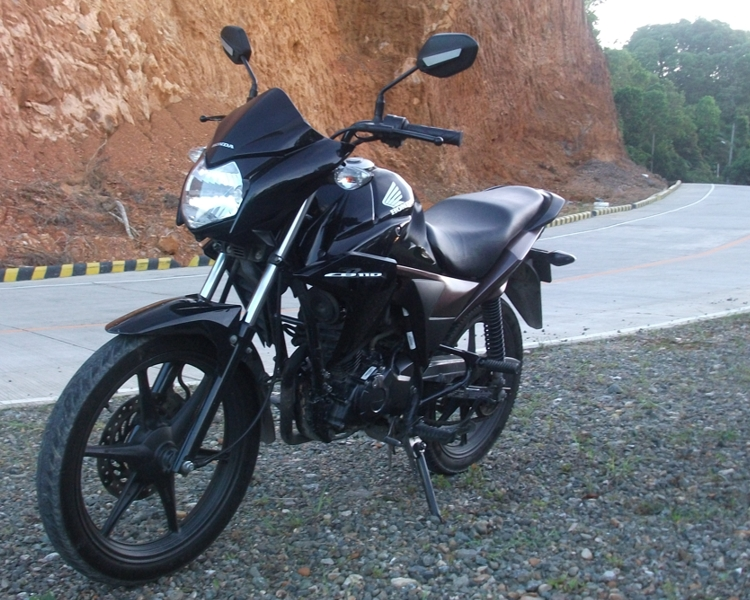
CBツイスター

### 126cc - 250cc
- ベンリイCB95スーパースポーツ （154cc）（1959年 - 1964年）
- ベンリイCB135（1970年 - 1973年）
- CB Trigger〔CB150〕（2013年 - 2015年 ホンダ・モーターサイクル・アンド・スクーター・インディア製造)
- Verza〔CB150〕（2013年 - ピー・ティ・アストラホンダモーター製造)
- CB150R（2017年 - ）
- CB Unicorn 150（2004年 - 2015年 ホンダ・モーターサイクル・アンド・スクーター・インディア製造 インド国内専売モデル）
- ベンリイCB160（1964年 - 1970年[注釈 4]）
- ホーネット〔CB160R〕（2015年 - ホンダ・モーターサイクル・アンド・スクーター・インディア製造 インド国内専売モデル）
- CB Unicorn 160（2016年 - ホンダ・モーターサイクル・アンド・スクーター・インディア製造 インド国内専売モデル）
- CB175（1970年 - 1973年）
- CB200（1973年 - 1979年 海外専売モデル）
- CB223S（2008年 - 2016年）
- ジェイド〔CB250F〕（1991年 - 1996年）
- スーパーホーク〔CB250D〕（1980年 - 1982年）
- ドリームCB72スーパースポーツ（1960年 - 1967年）
- ドリームCB250（1968年 - 1970年）
- ドリームCB250セニア（1968年 - 1973年）
- ドリームCB250エクスポート（1971年 - 1973年）
- CB250F（2014年 - 2017年）
- ドリームCB250T（1973年 - 1977年）
- ホーク〔CB250T〕（1978年 - 1982年）
- ホークN〔CB250N〕（1979年 - 1982年）
- ホーネット〔CB250F〕（1996年 - 2007年）
- CB250R（2018年 - ）
- CB250RS（1980年 - 1982年）
- CB250RS-Z（1981年 - 1983年）

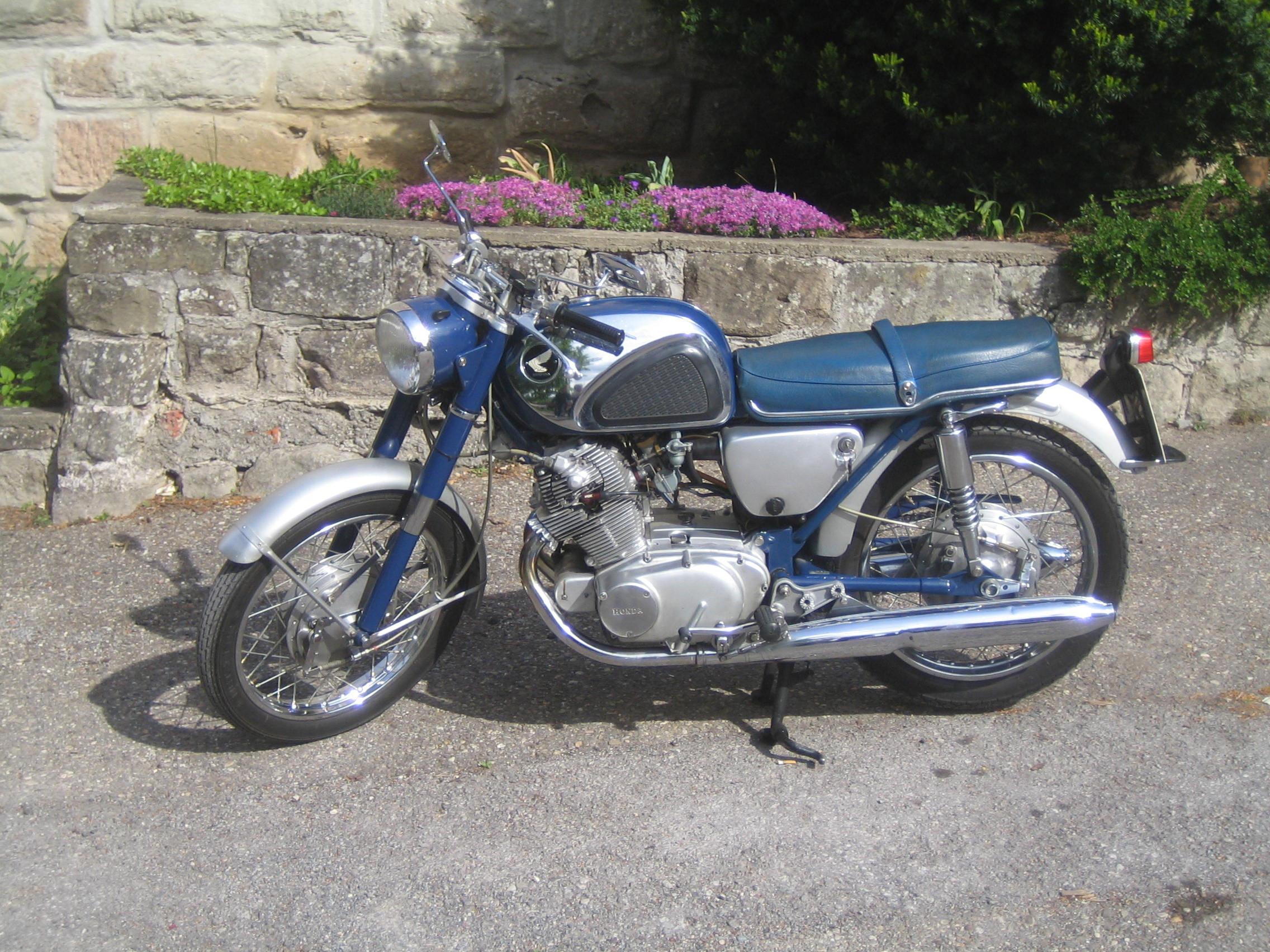
ドリームCB72スーパースポーツ
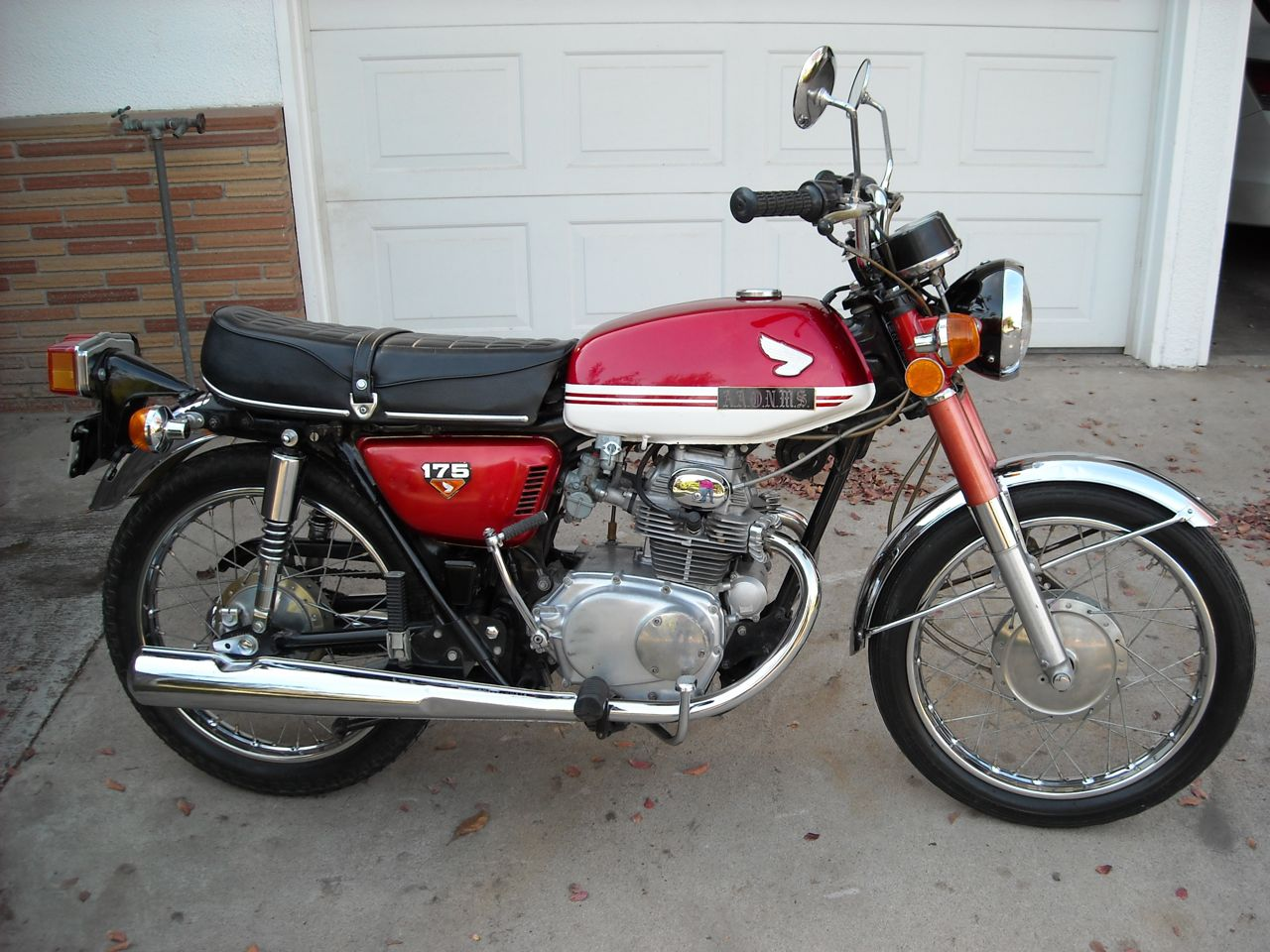
CB175
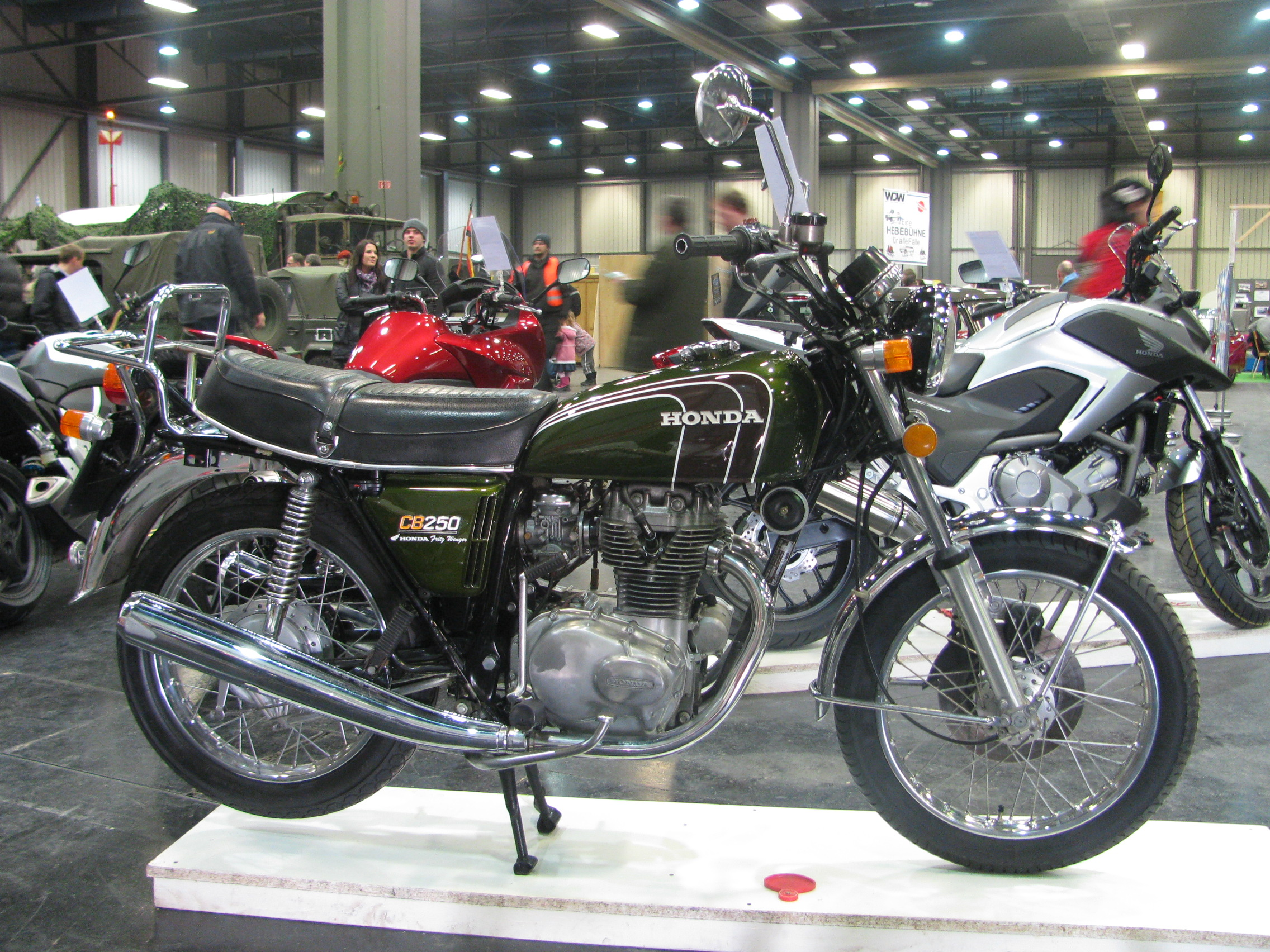
ドリームCB250T
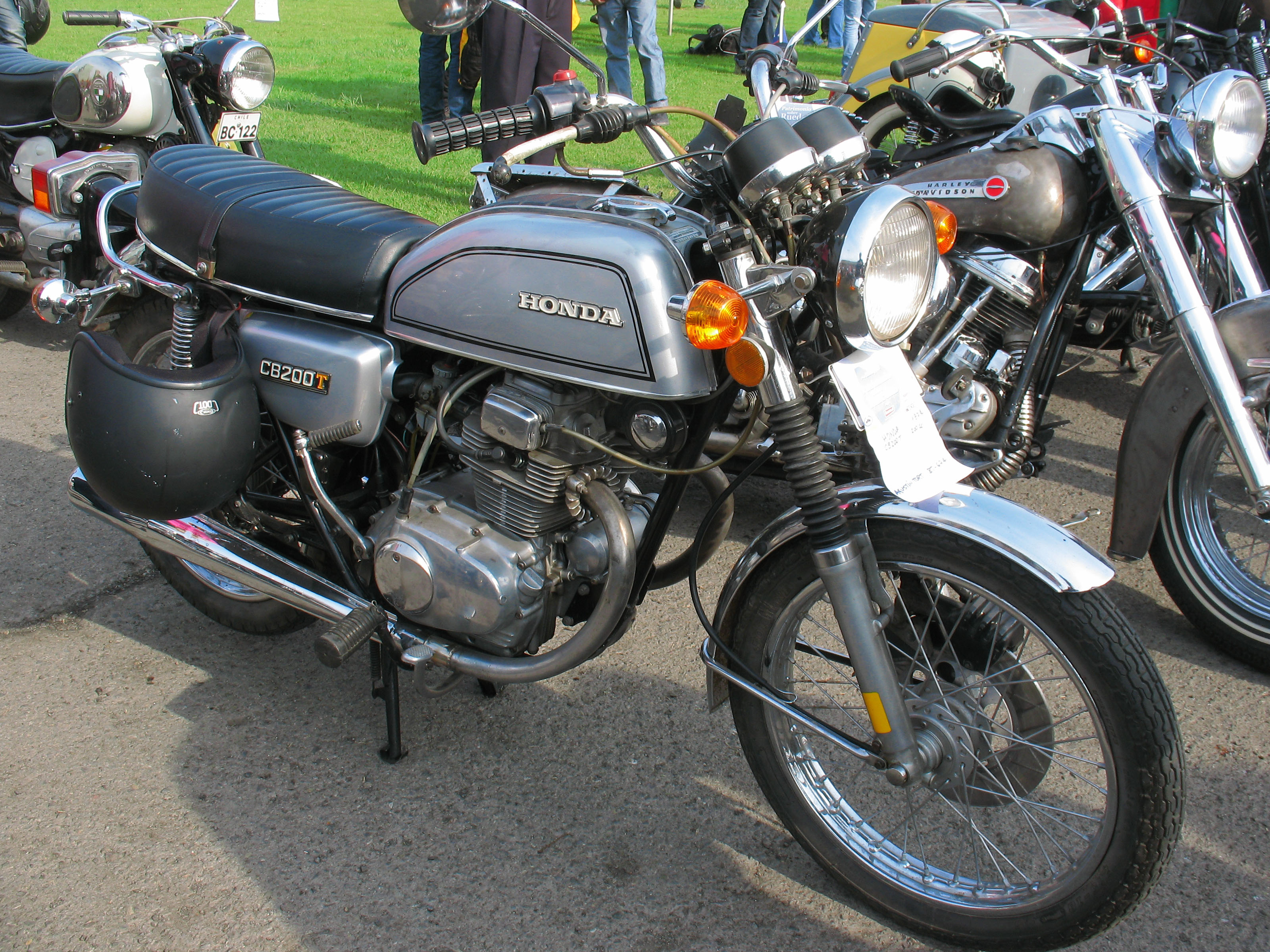
CB200T
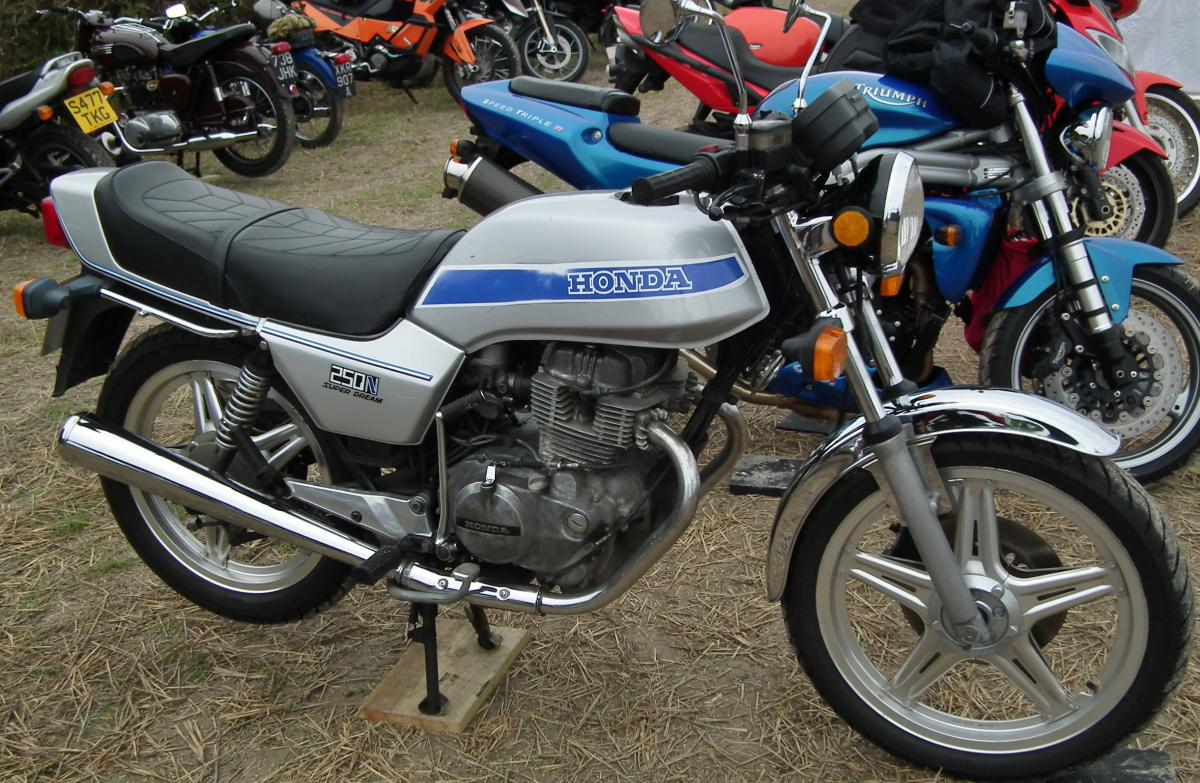
ホークN（CB250N）
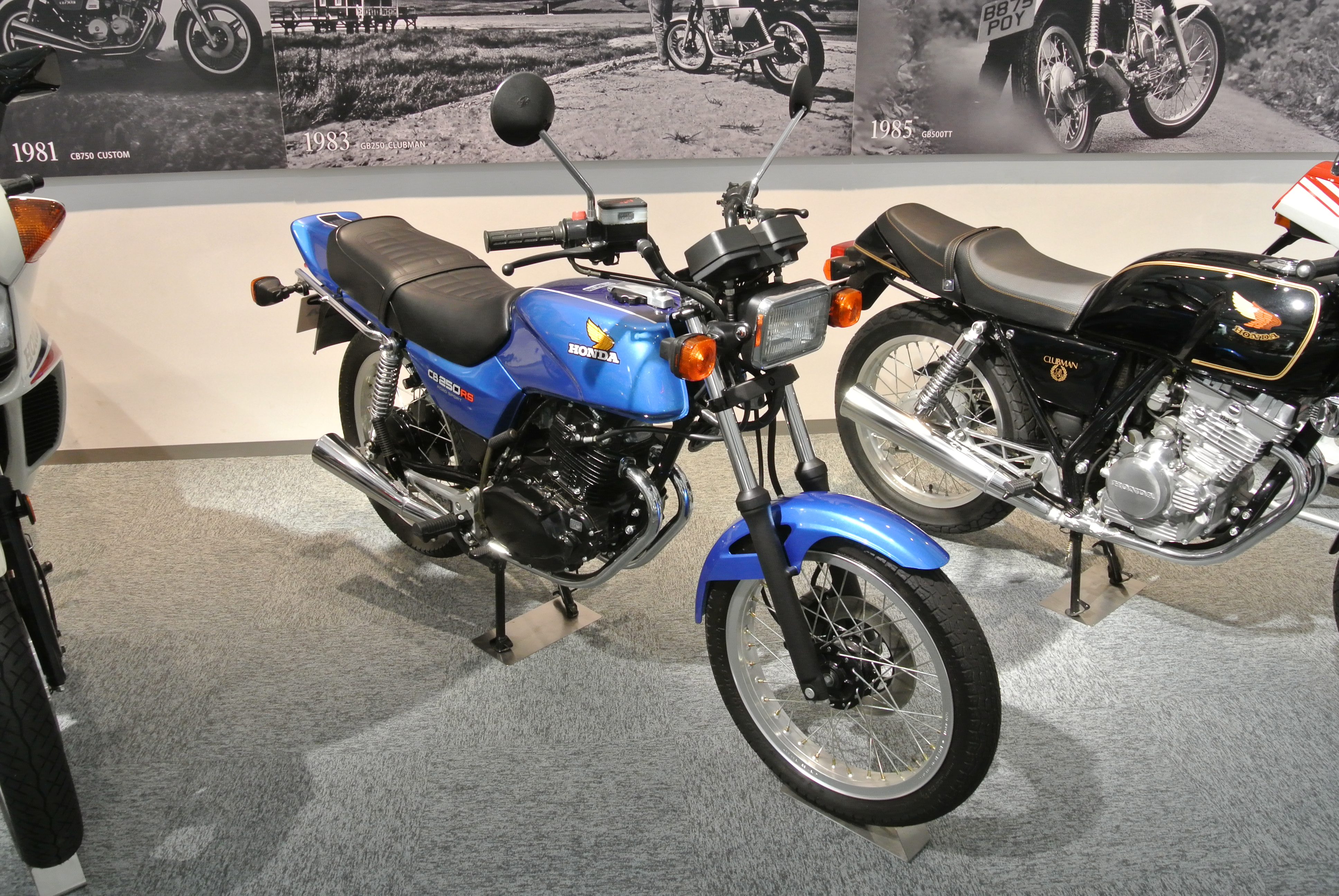
CB250RS
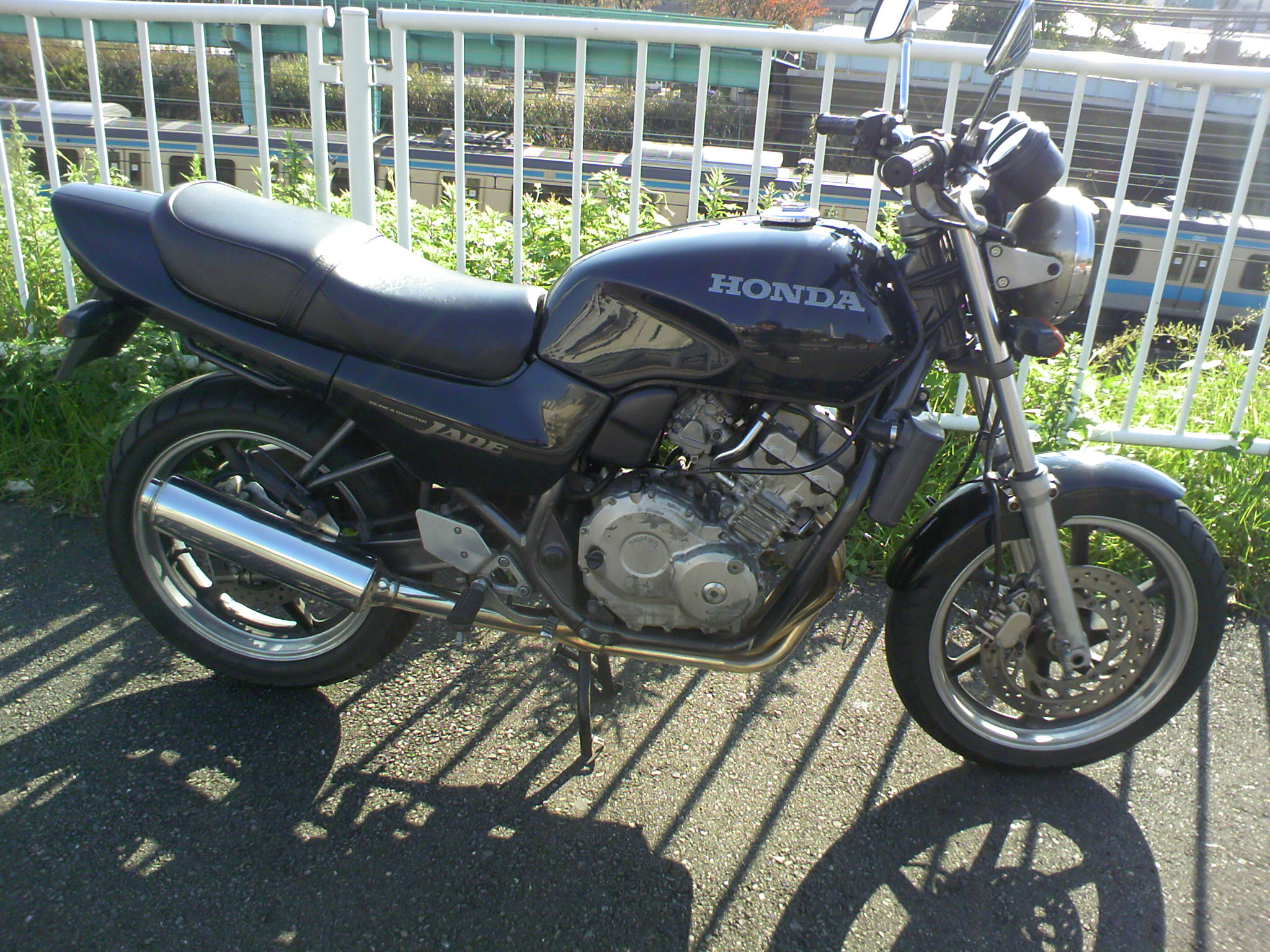
ジェイド（CB250F）
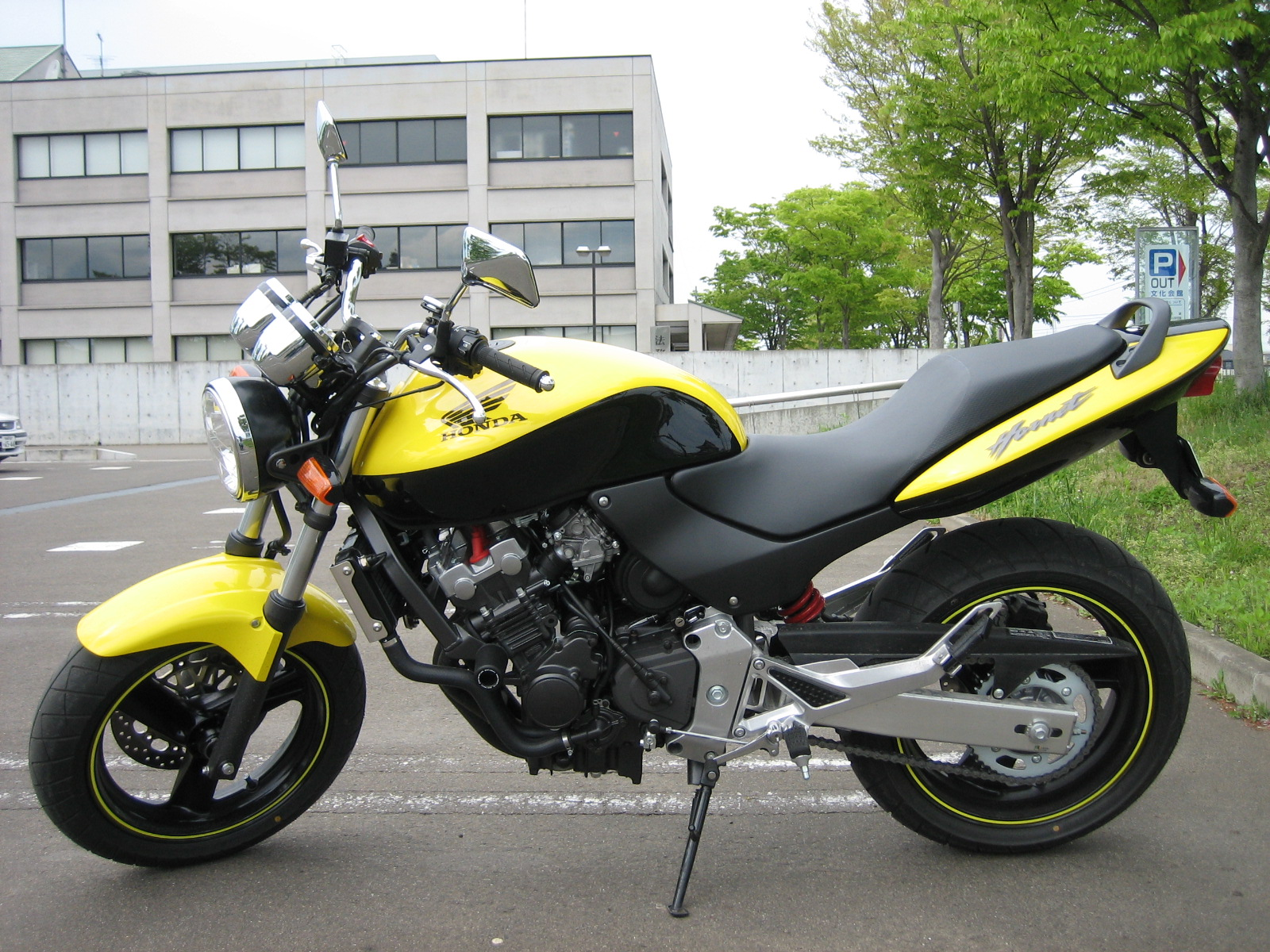
ホーネット250（CB250F）
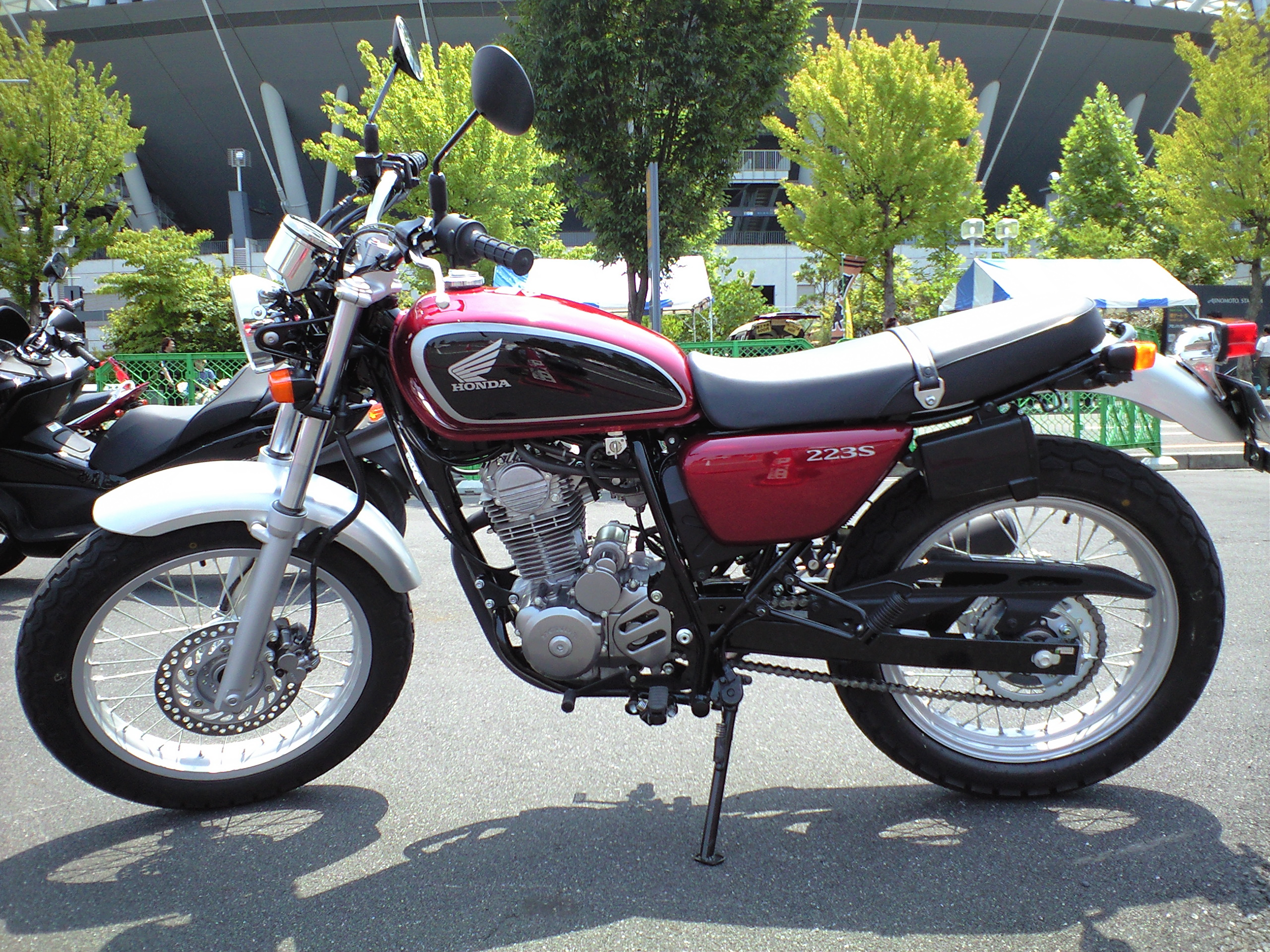
CB223S

### 251cc - 400cc
- ドリームCB77スーパースポーツ（1961年 - 1967年）
- CB300R（291.6㏄）（2009年 - 2015年 Moto Honda Da Amazonia Ltda.製造 ブラジルならびにヨーロッパ専売モデル）
- CB300R（286㏄）（2017年 - タイ・ホンダ・マニュファクチュアリングカンパニー・リミテッドならびにホンダ・モーターサイクル・アンド・スクーター・インディア製造 海外向け専売モデル）
- ドリームCB350（1968年 - 1970年）
- ドリームCB350エクスポート（1968年 - 1973年）
- ドリームCB350セニア（1971年 - 1973年）
- ドリームCB350FOUR（1972年 - 1974年）
- ドリームCB360T（1973年 - 1977年）
- ドリームCB400FOUR（398cc）（1976年 - 1977年）
- ホークII〔CB400T〕（1977年 - 1982年）
- ホーク（ホンダマチック搭載車）〔CB400T〕（1978年 - 1982年）
- ホークIII〔CB400N〕（1978年 - 1980年）
- スーパーホークIII 〔CB400D〕（1980年 - 1982年）
- CB400LC（1982年 - 1984年）
- CB-1（1989年 - 1992年）
- CB400スーパーフォア（1992年 -  ）
- CB400FOUR (NC36)（1997年 - 2001年）
- CB400SS（2001年 - 2008年）
- CB400スーパーボルドール（2005年 - ）
- CB400F（2013年 - 2016年）
- 400X（2013年 - ）
- ハイネスCB350（2020年 - インド専売モデル・日本国内では2021年4月よりGB350として発売）
- CB350 DLX（2023年 - インド専売モデル・日本国内では2024年5月よりGB350Cとして発売予定）

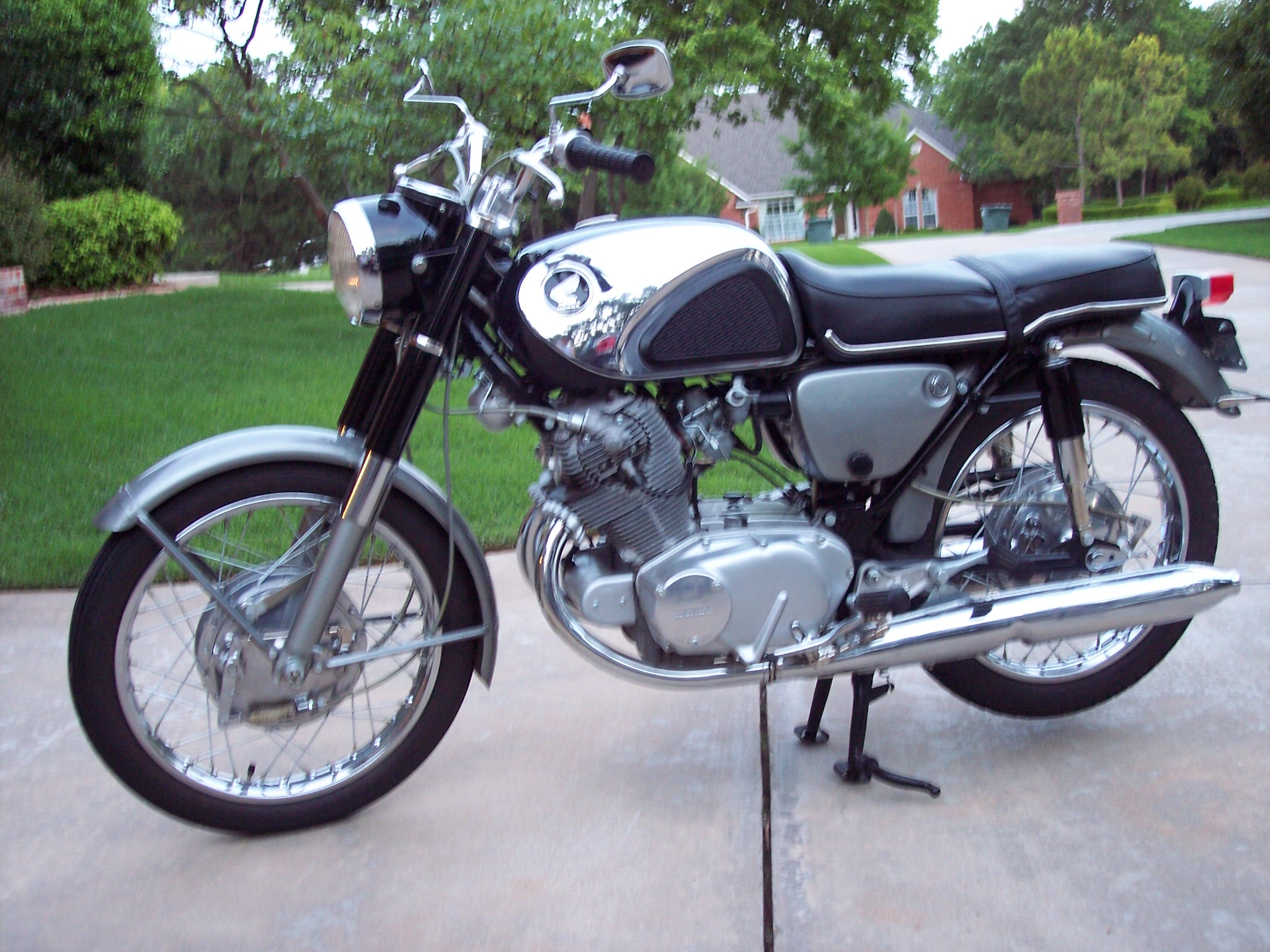
ドリームCB77スーパースポーツ
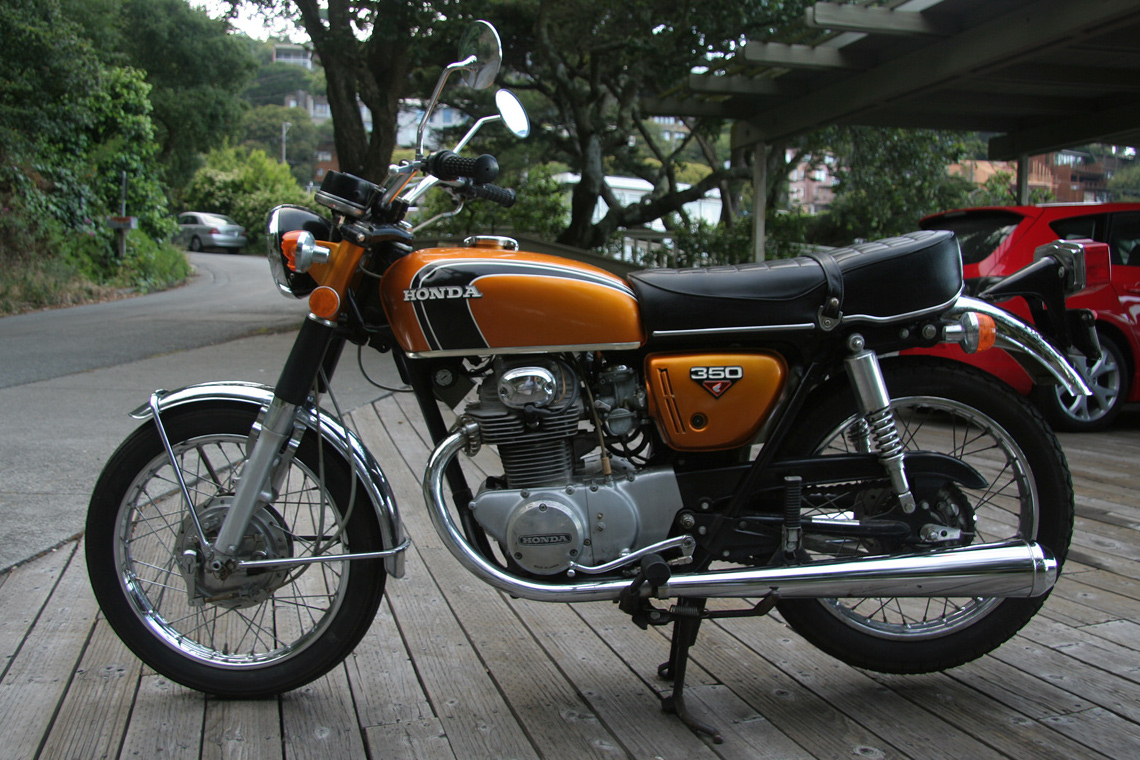
ドリームCB350エクスポート
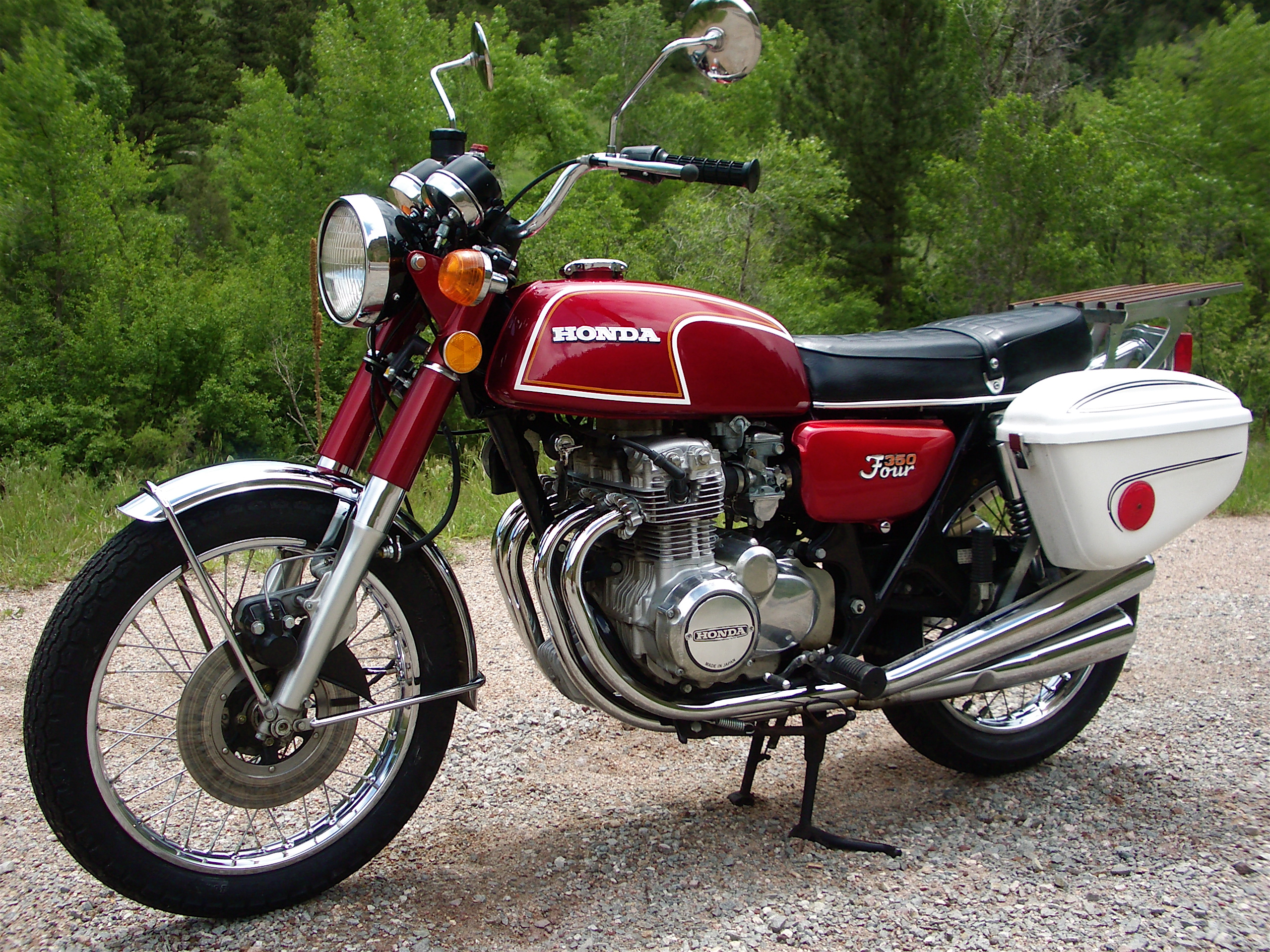
ドリームCB350FOUR
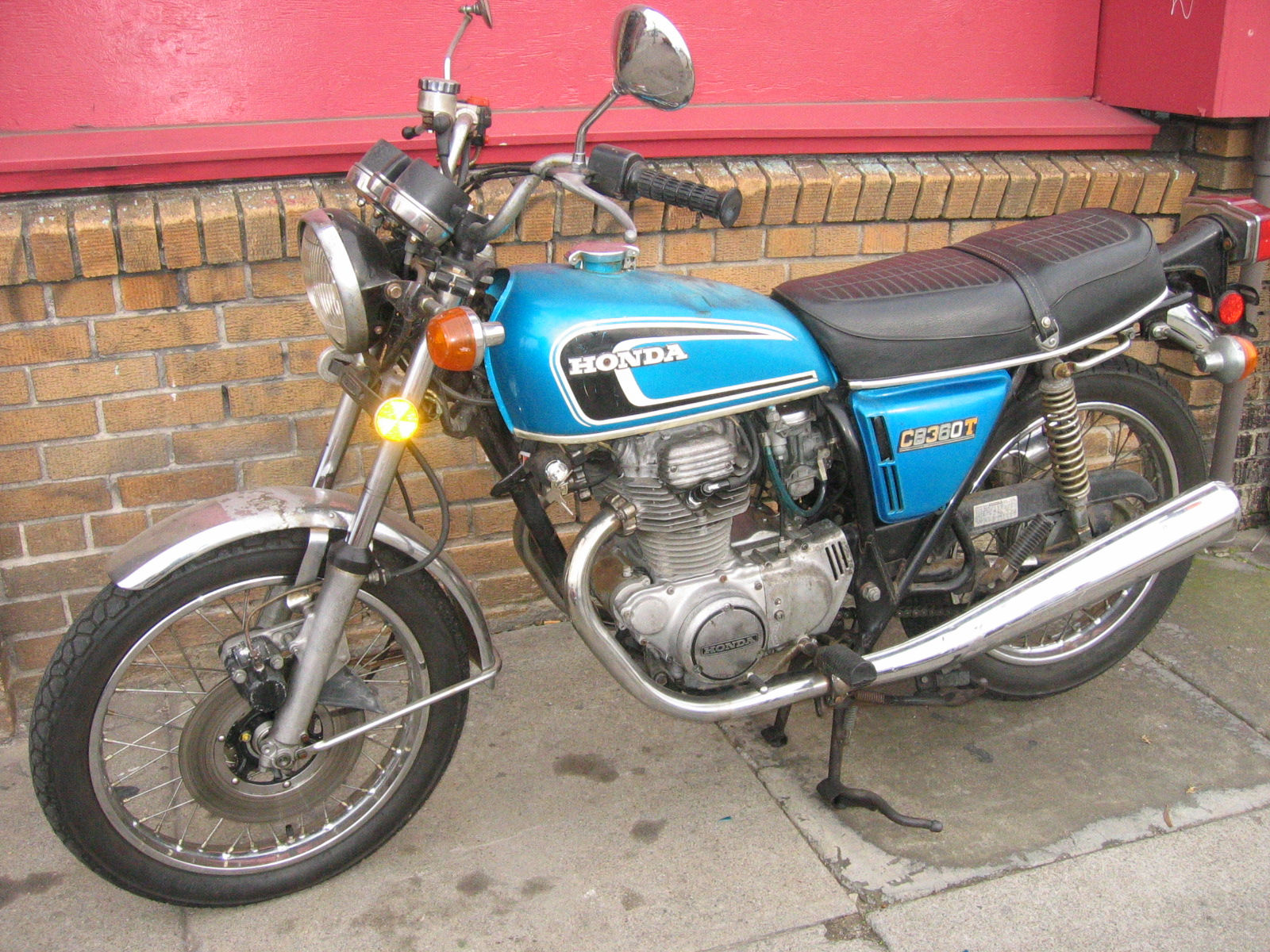
ドリームCB360T
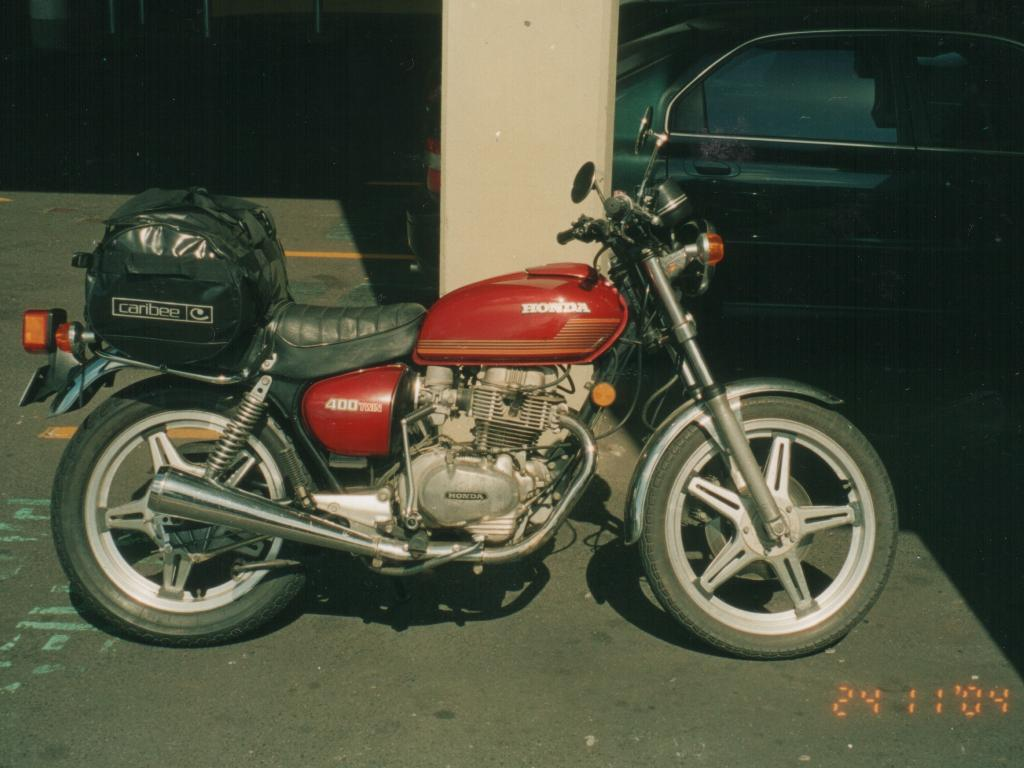
ホークII（CB400T）
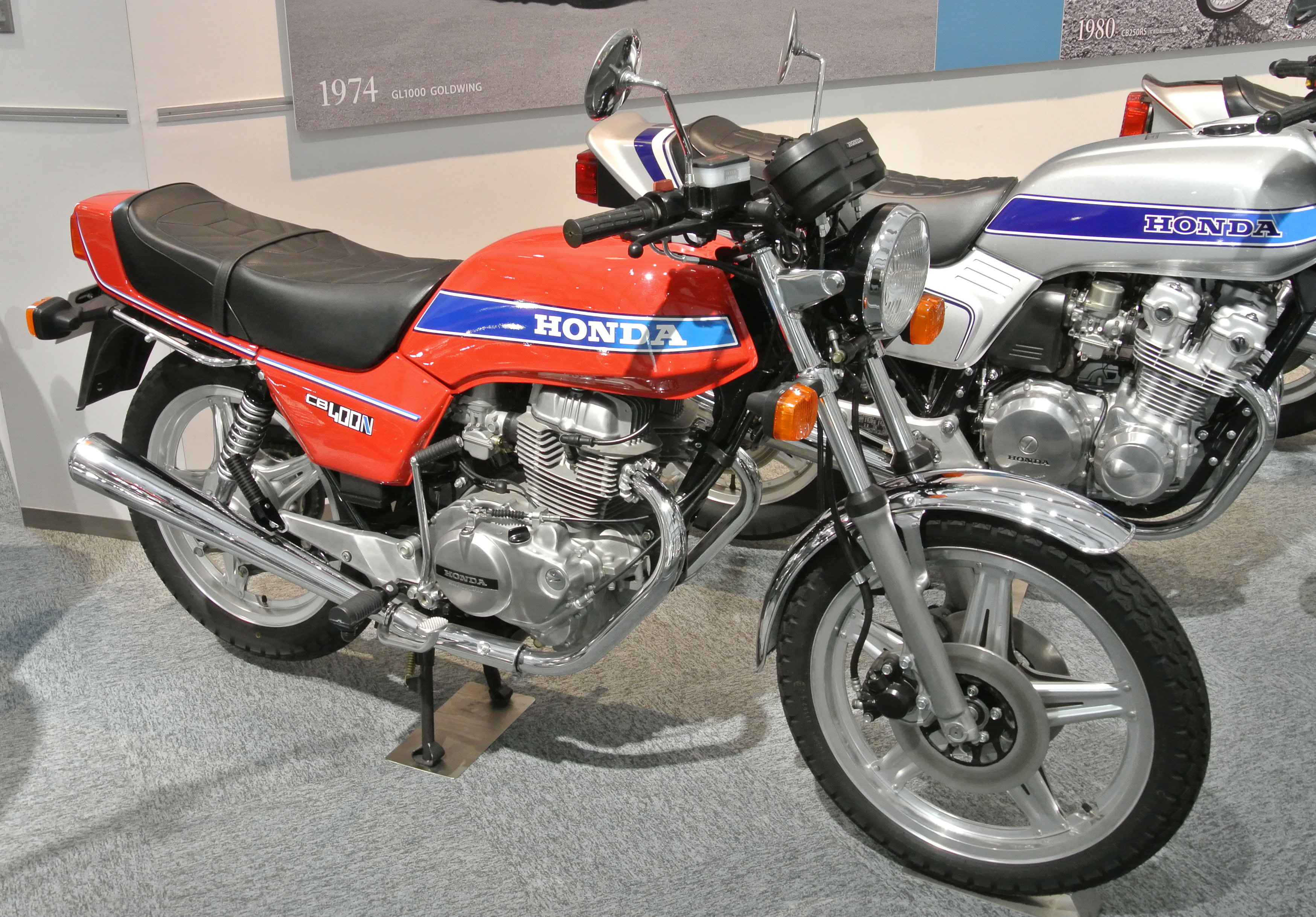
ホークIII（CB400N）
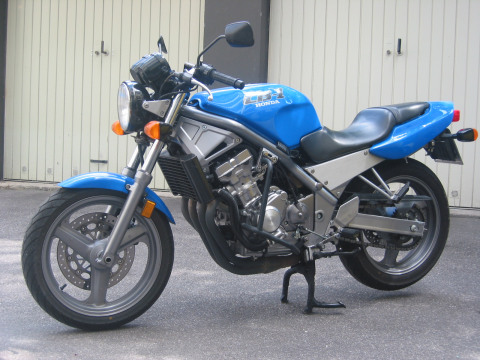
CB-1
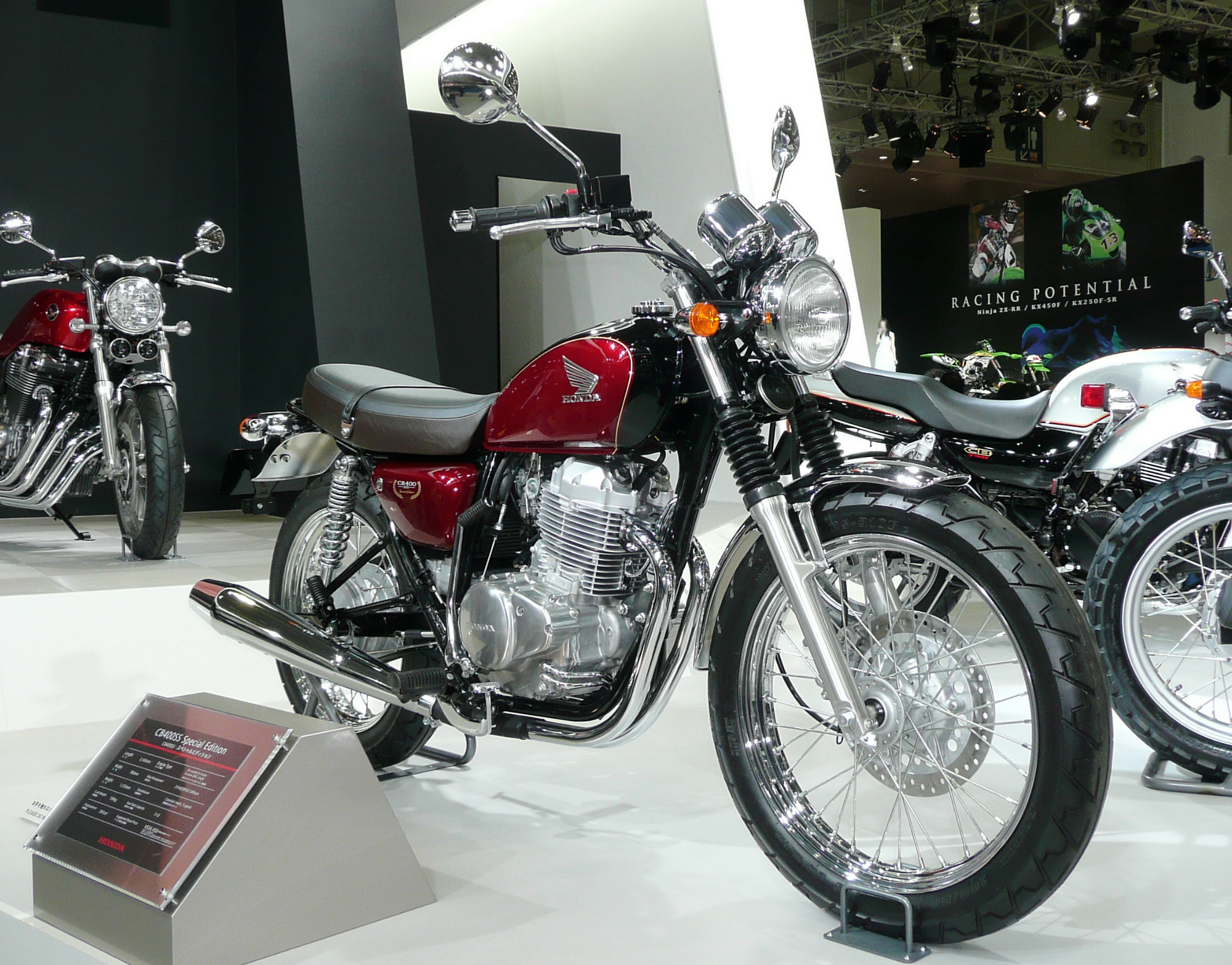
CB400SS
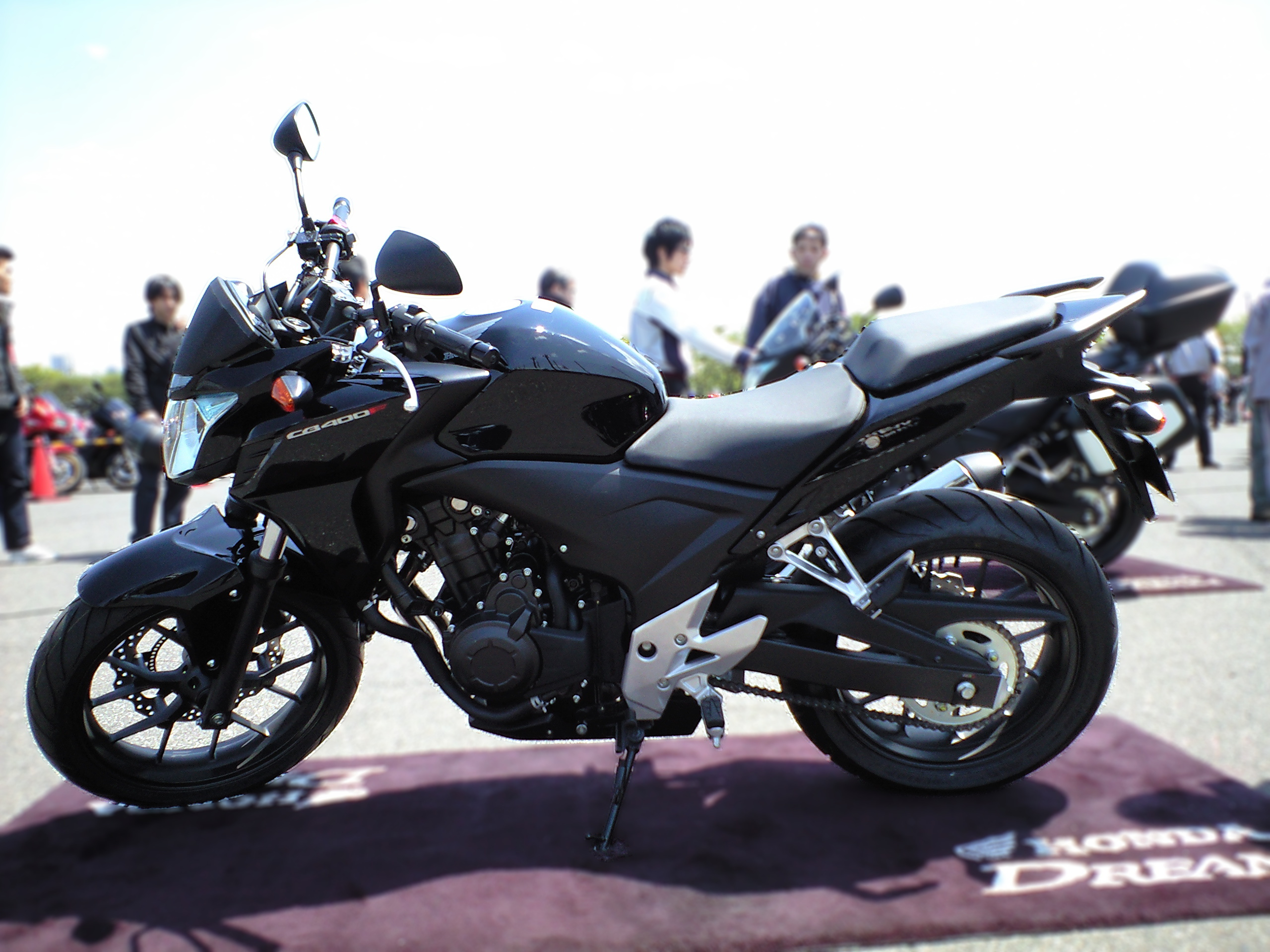
CB400F
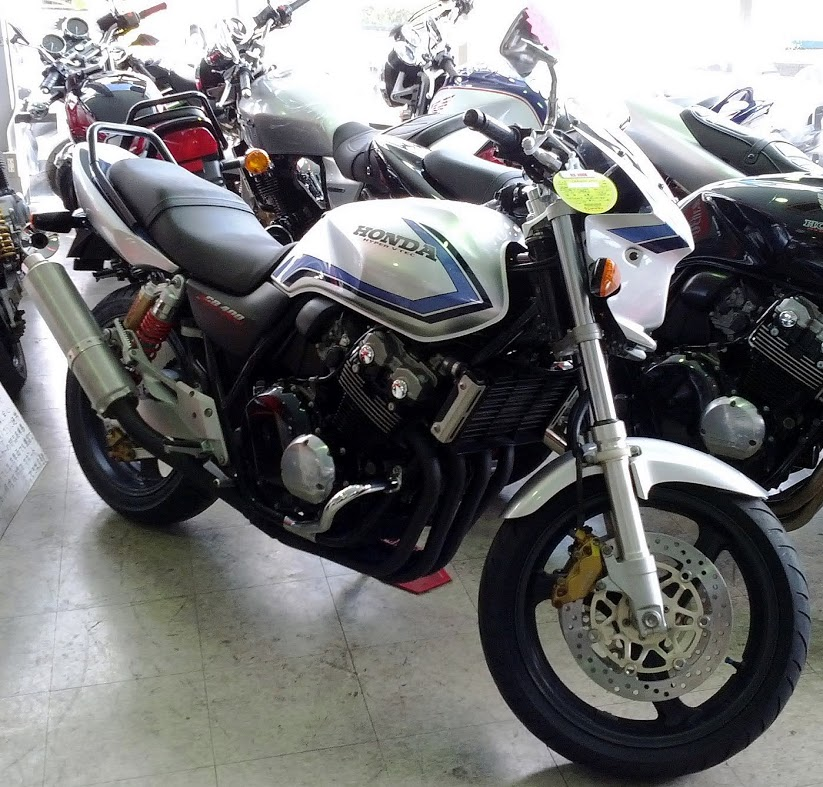
CB400スーパーフォア（NC39）
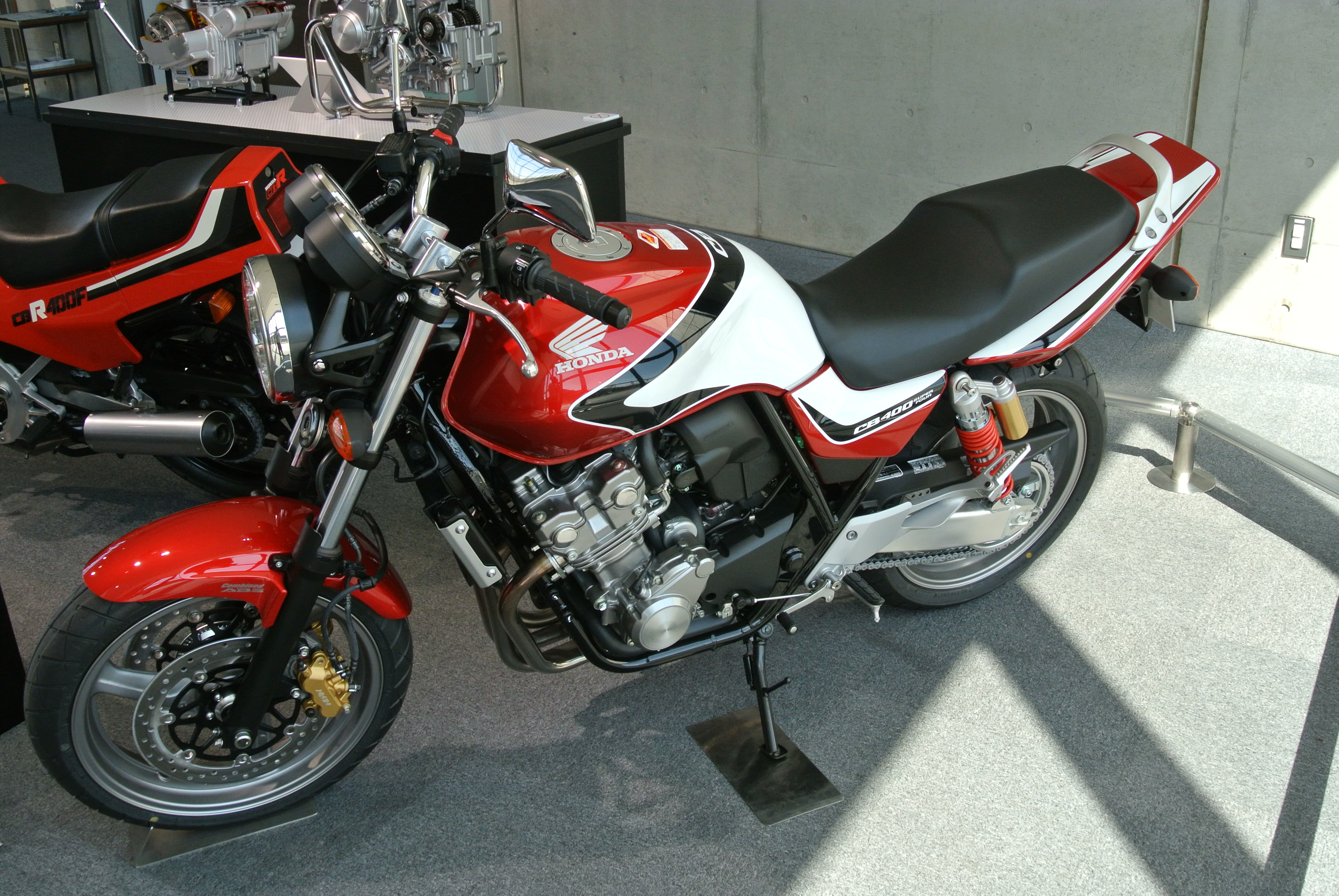
CB400スーパーフォア（NC42）
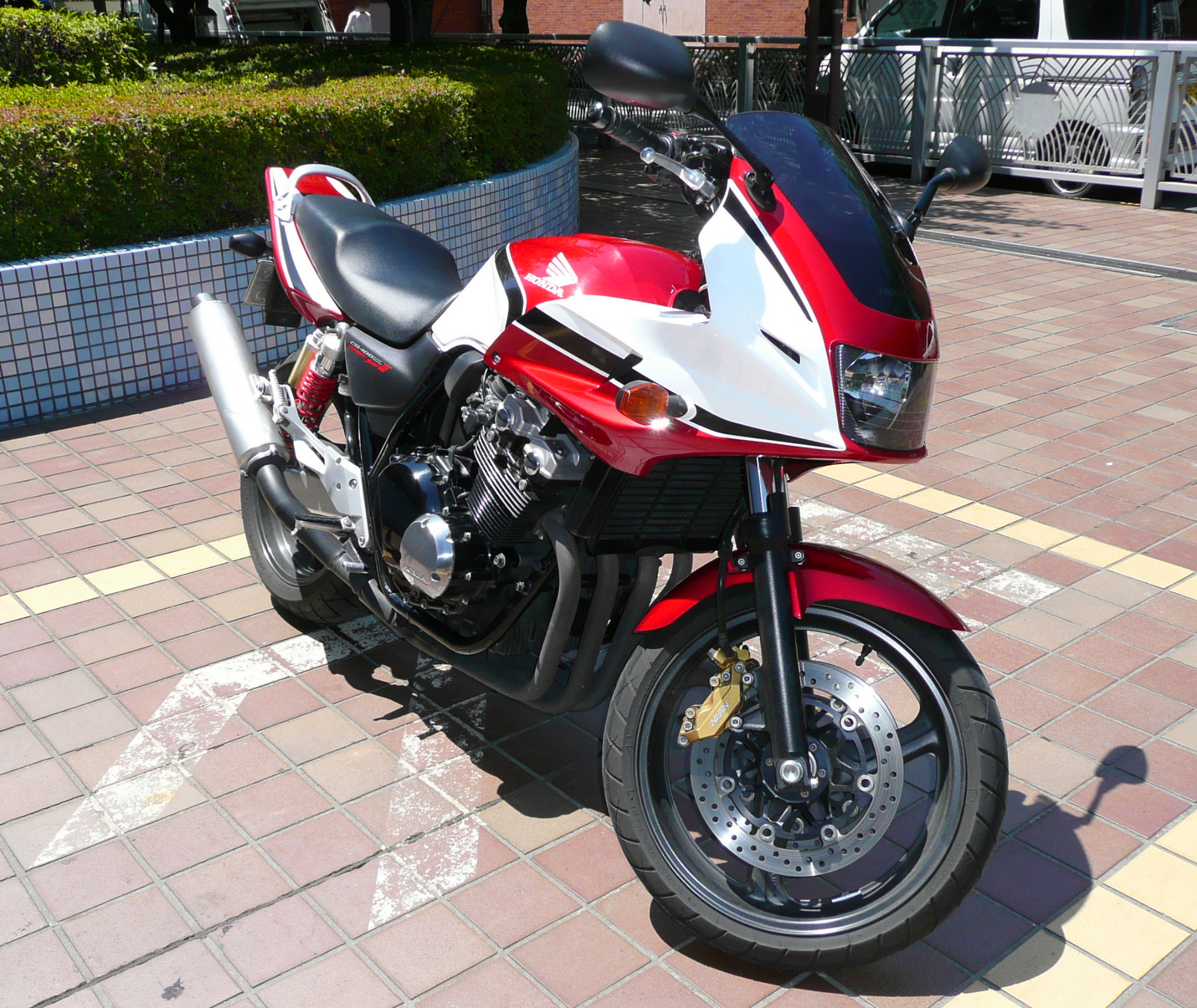
CB400スーパーボルドール

### 401cc - 1000cc
- ドリームCB400FOUR（408cc）（1974年 - 1977年）
- ドリームCB450（1965年 - 1972年）
- ドリームCB450エクスポート（1969年 - 1972年）
- ドリームCB450セニア（1970年 - 1974年）
- CB450SC（1982年 - 1986年 海外専売モデル）
- ドリームCB500FOUR（1971年 - 1974年）
- ドリームCB500T（1974年 - 1976年）
- CB500 S・CUP　(PC32・98) (1998年-2004年 海外専売モデル) 500cc水冷2気筒

- CB500F・CB500X（2013年 - 海外専売モデル[注釈 5]）
- ドリームCB550FOUR（1974年 - 1977年）
- ドリームCB550FOUR-II（1975年 - 1979年）
- ドリームCB550FOUR-K（1977年 - 1979年）
- ホーネット600〔CB600F〕（1997年 - 2013年）
- CB650（1979年 - 1982年）
- CB650カスタム（1980年 - 1982年）
- CB650LC（1982年 - 1985年）
- CB650SC（1982年 - 1985年 海外専売モデル）
- CB650F（2014年 - 2018年）
- CB650R（2019年 - ）
- ドリームCB750FOUR（1969年 - 1978年）
- ドリームCB750FOUR-II（1975年 - 1978年）
- EARA〔CB750A〕（1976年 - 1978年）
- ドリームCB750-K（1977年 - 1978年）
- CB750K（1978年 - 1984年）
- CB750F/CB900F（1979 - 1984年）
- 750カスタムエクスクルーシブ（1980年）→ CB750カスタム[注釈 6]（1981年 - 1984年）
- CB750（1992年 - 2008年）
- CB900ホーネット[注釈 7]〔CB900F〕（2001年 - 2007年）

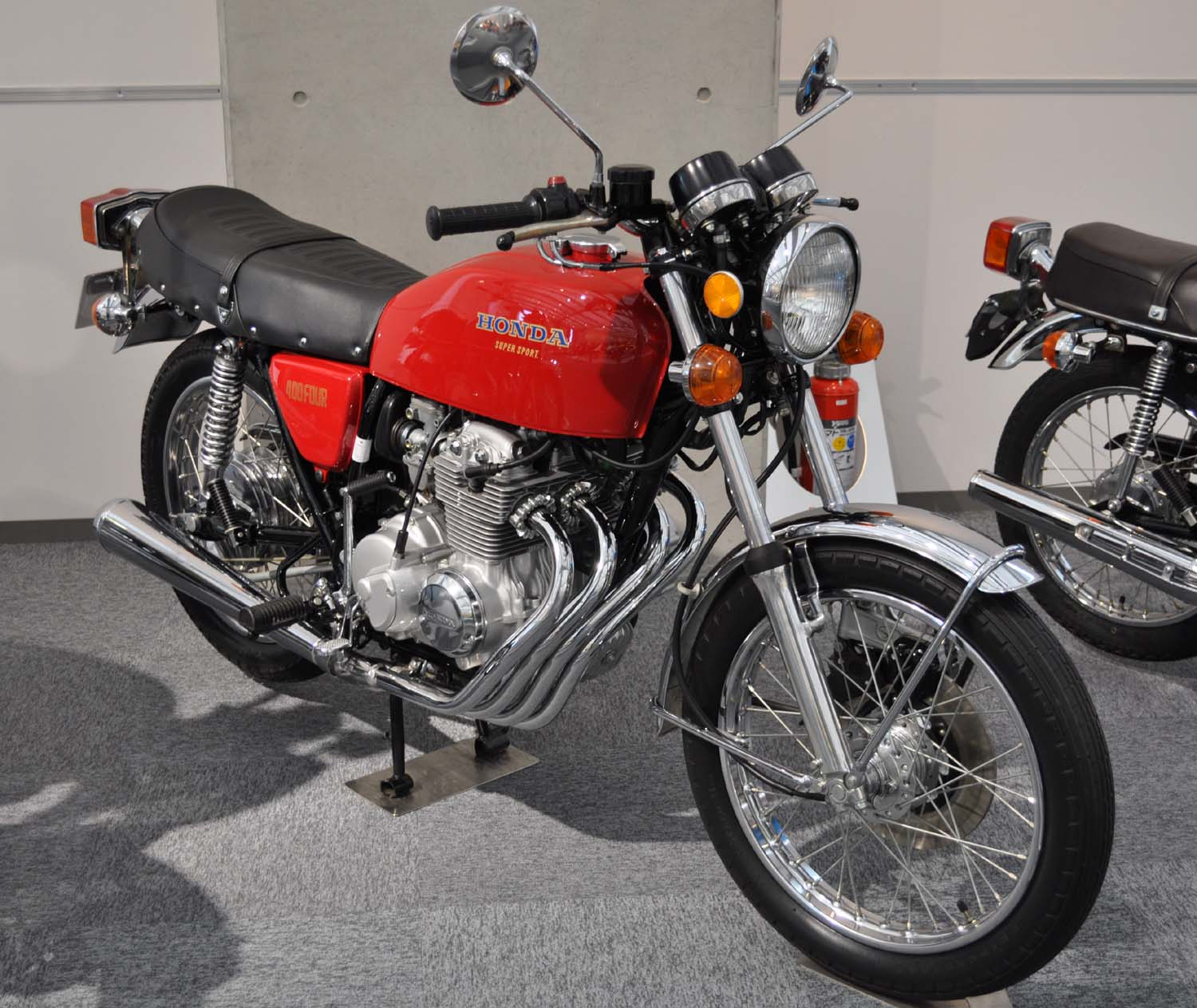
ドリームCB400FOUR
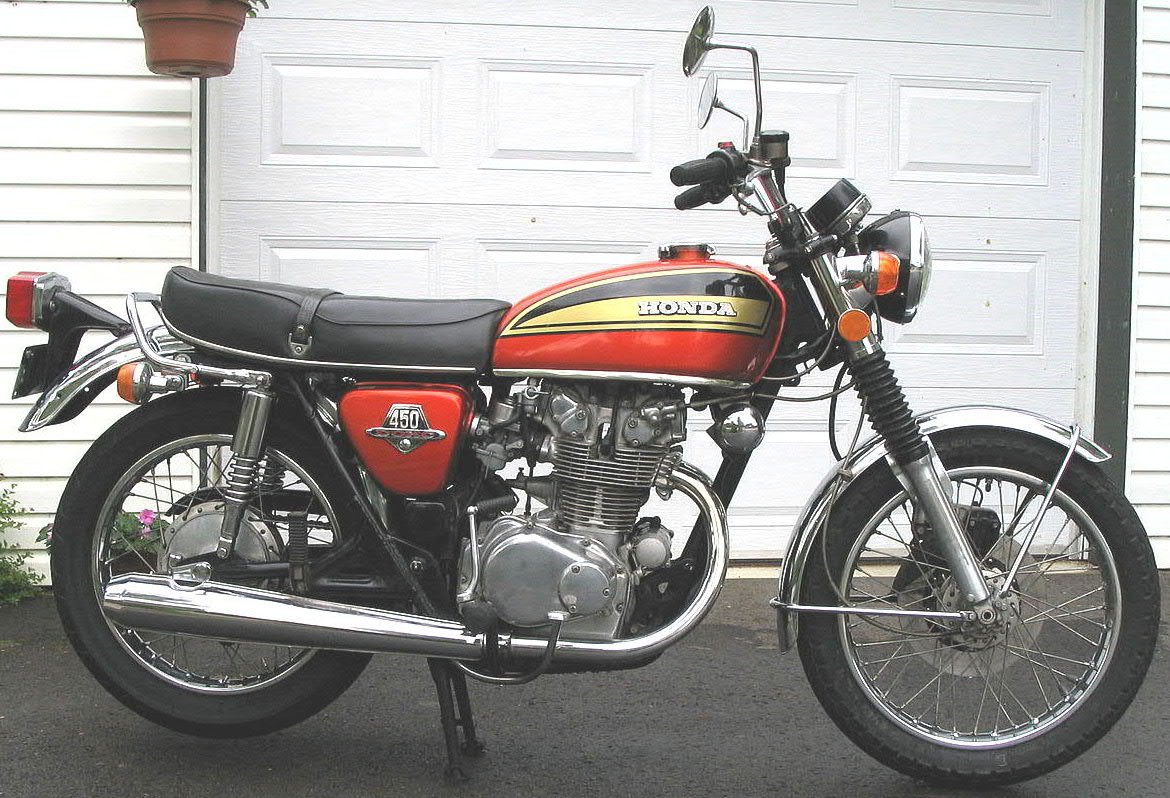
ドリームCB450
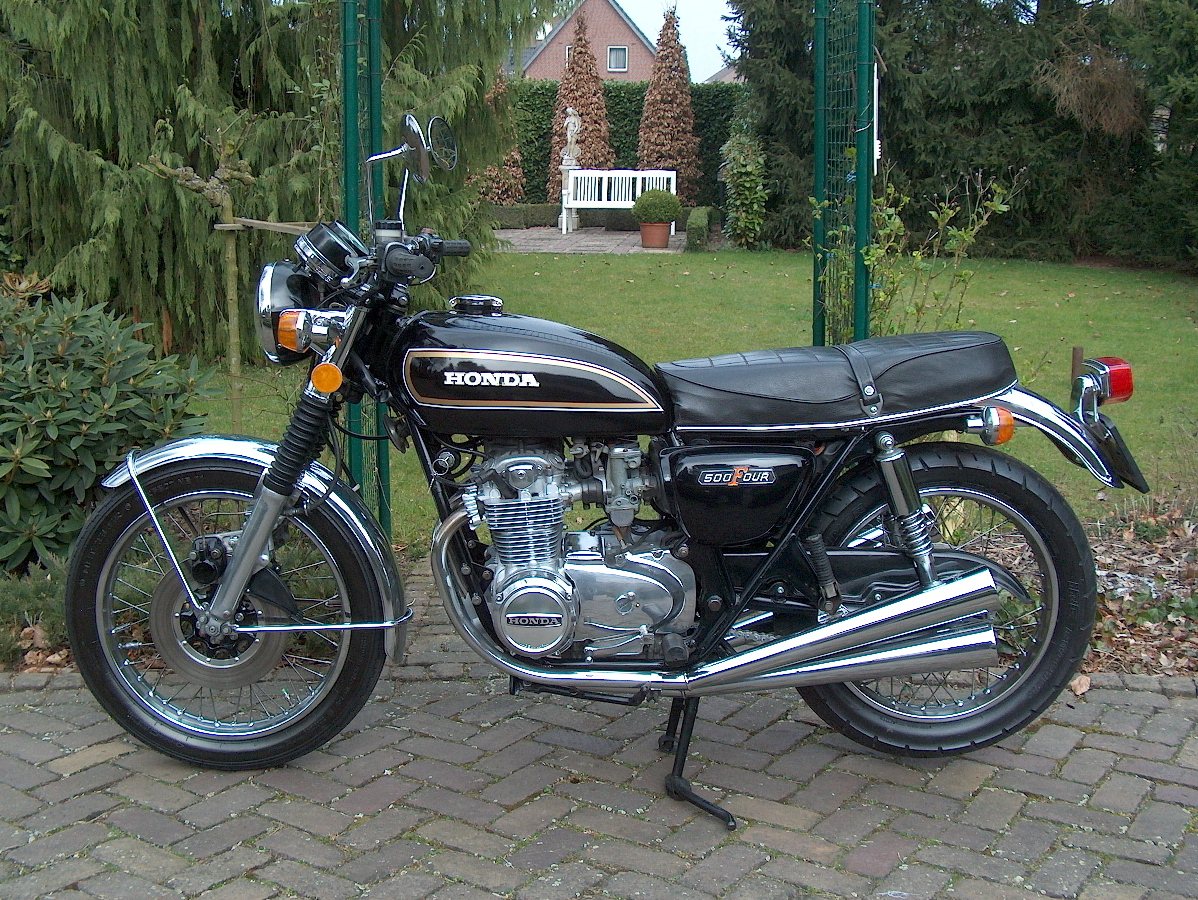
ドリームCB500FOUR
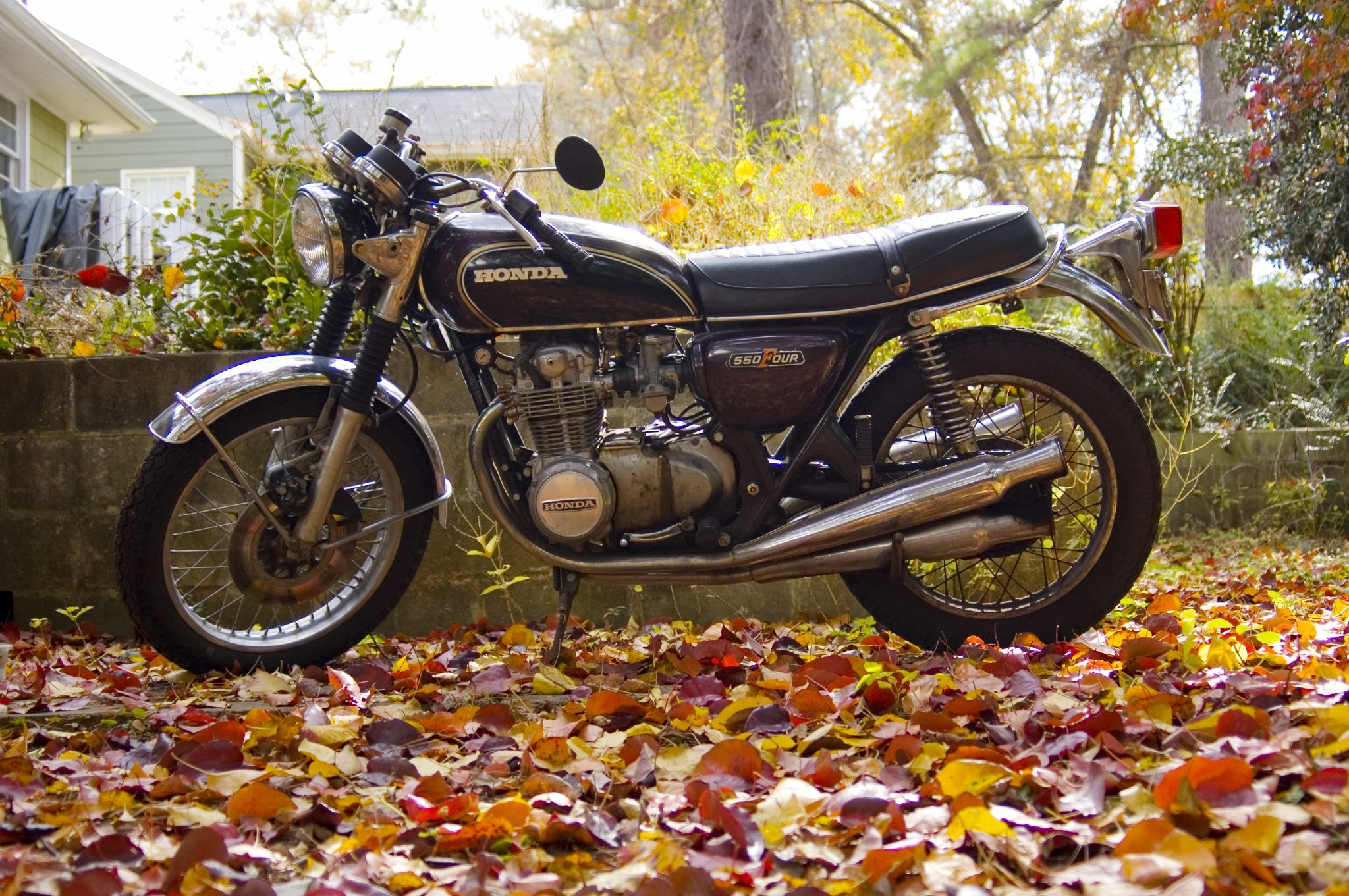
ドリームCB550FOUR
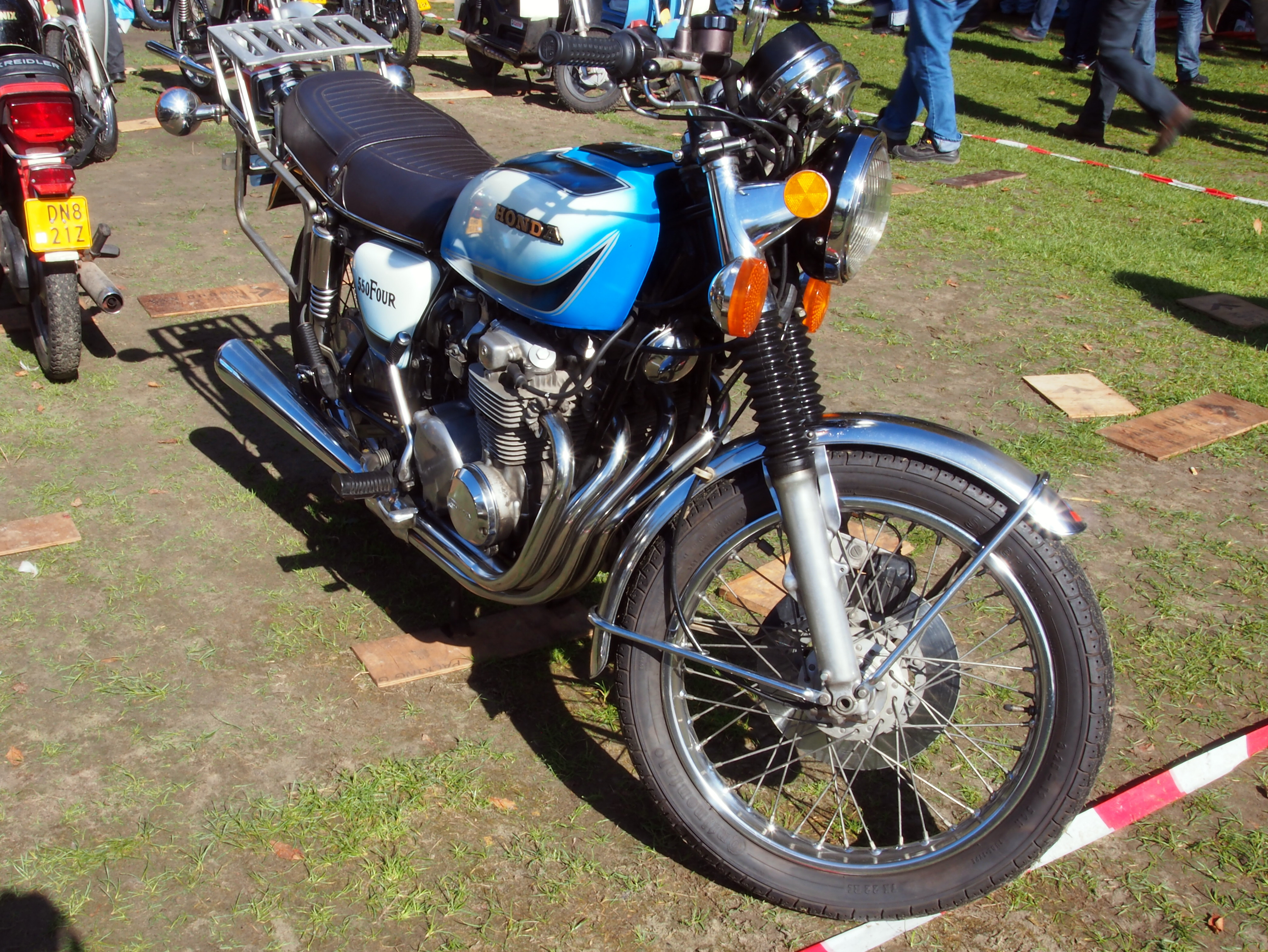
ドリームCB550FOUR-II
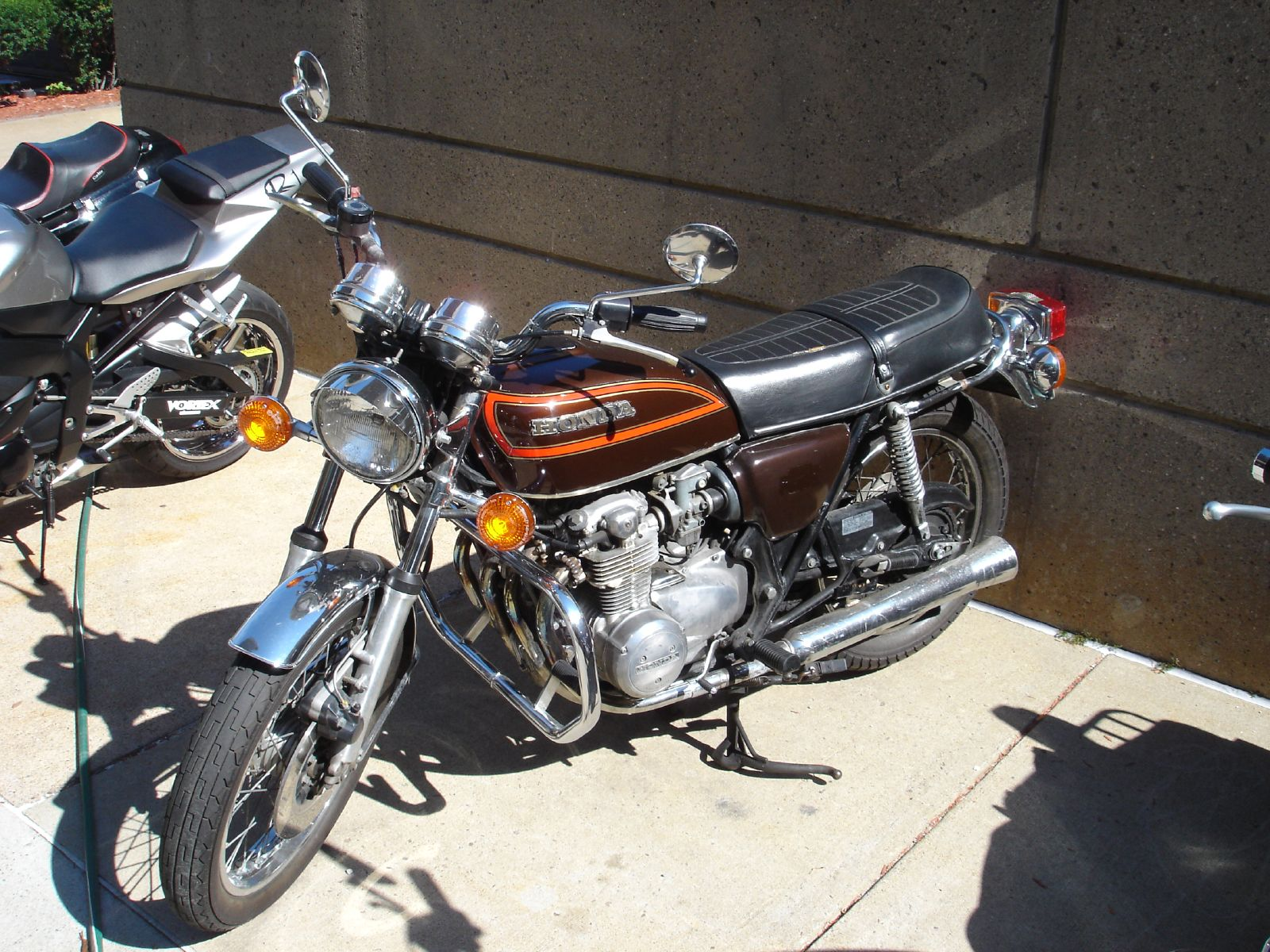
ドリームCB550FOUR-K
CB650
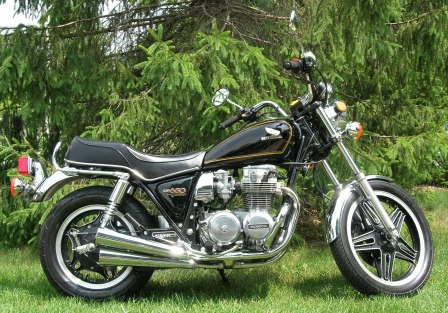
CB650カスタム
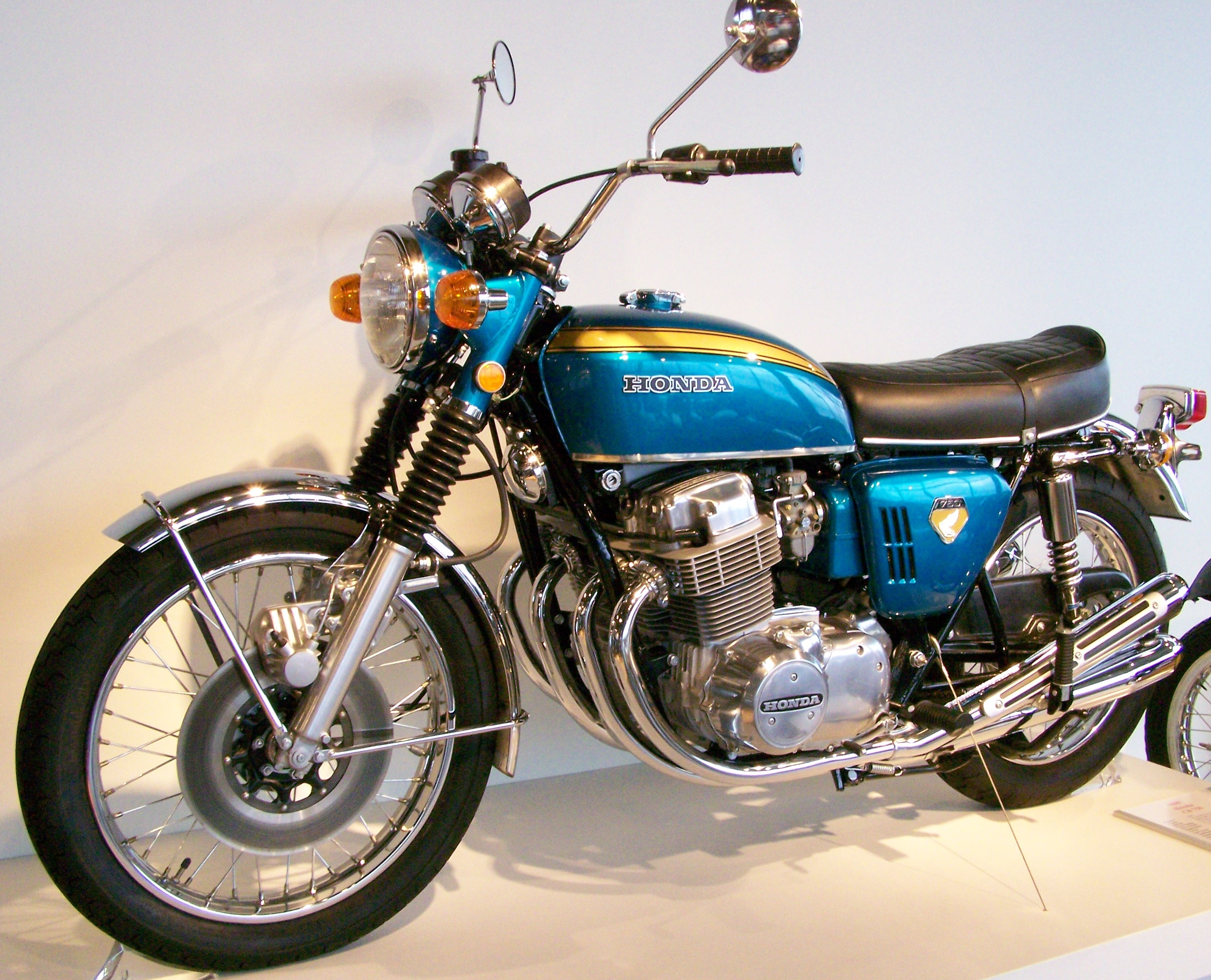
ドリームCB750FOUR
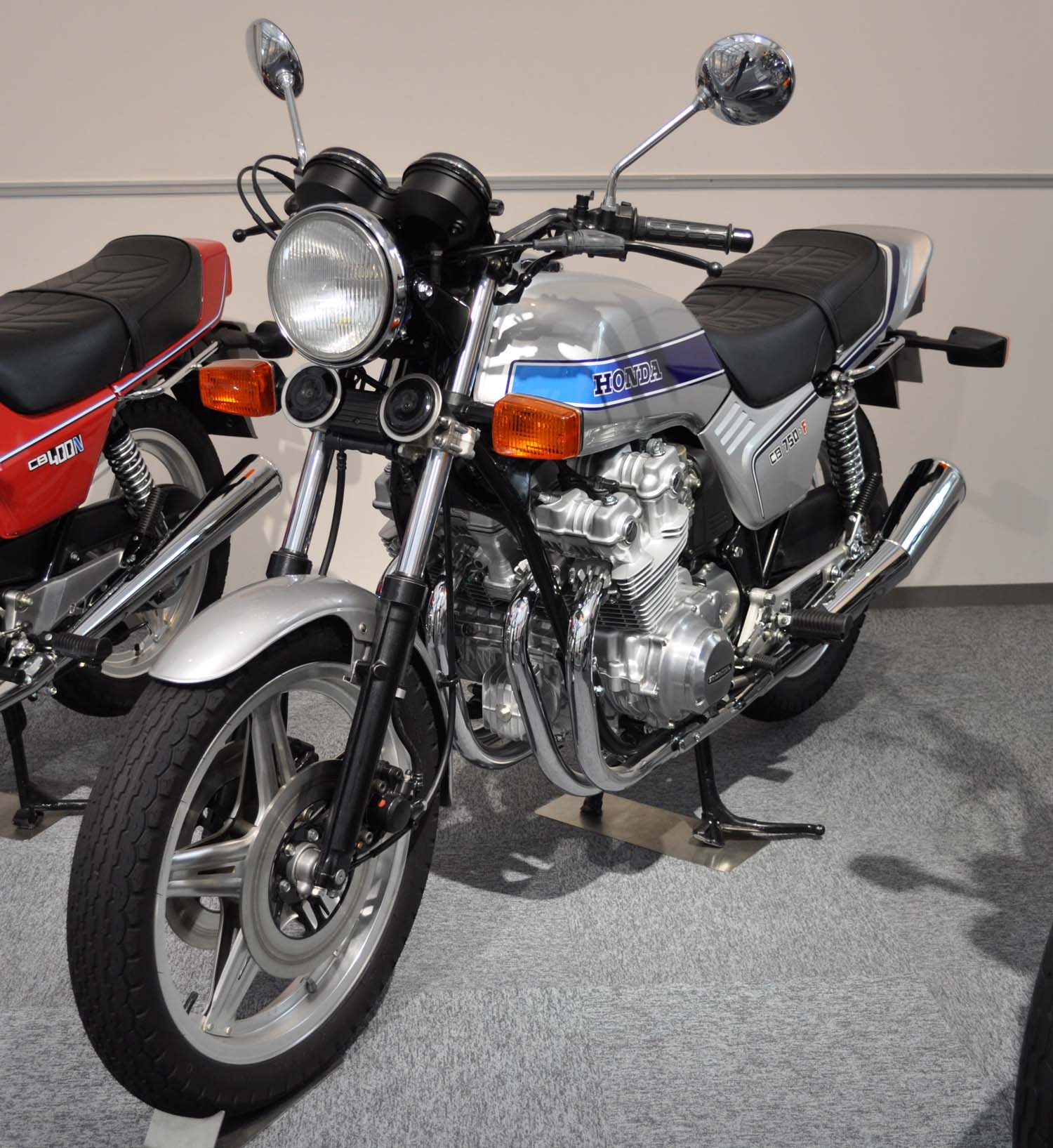
CB750F
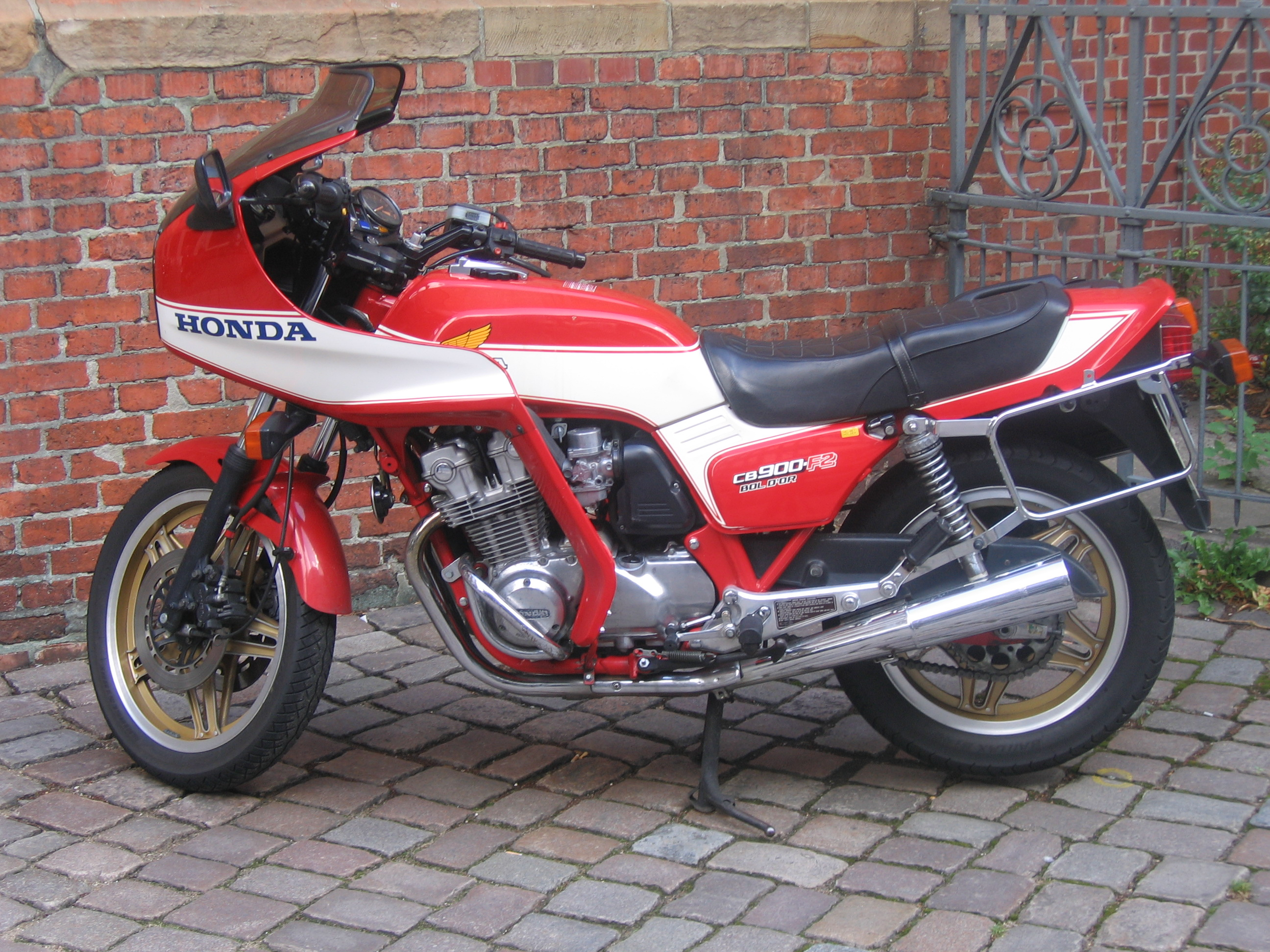
CB900Fボルドール
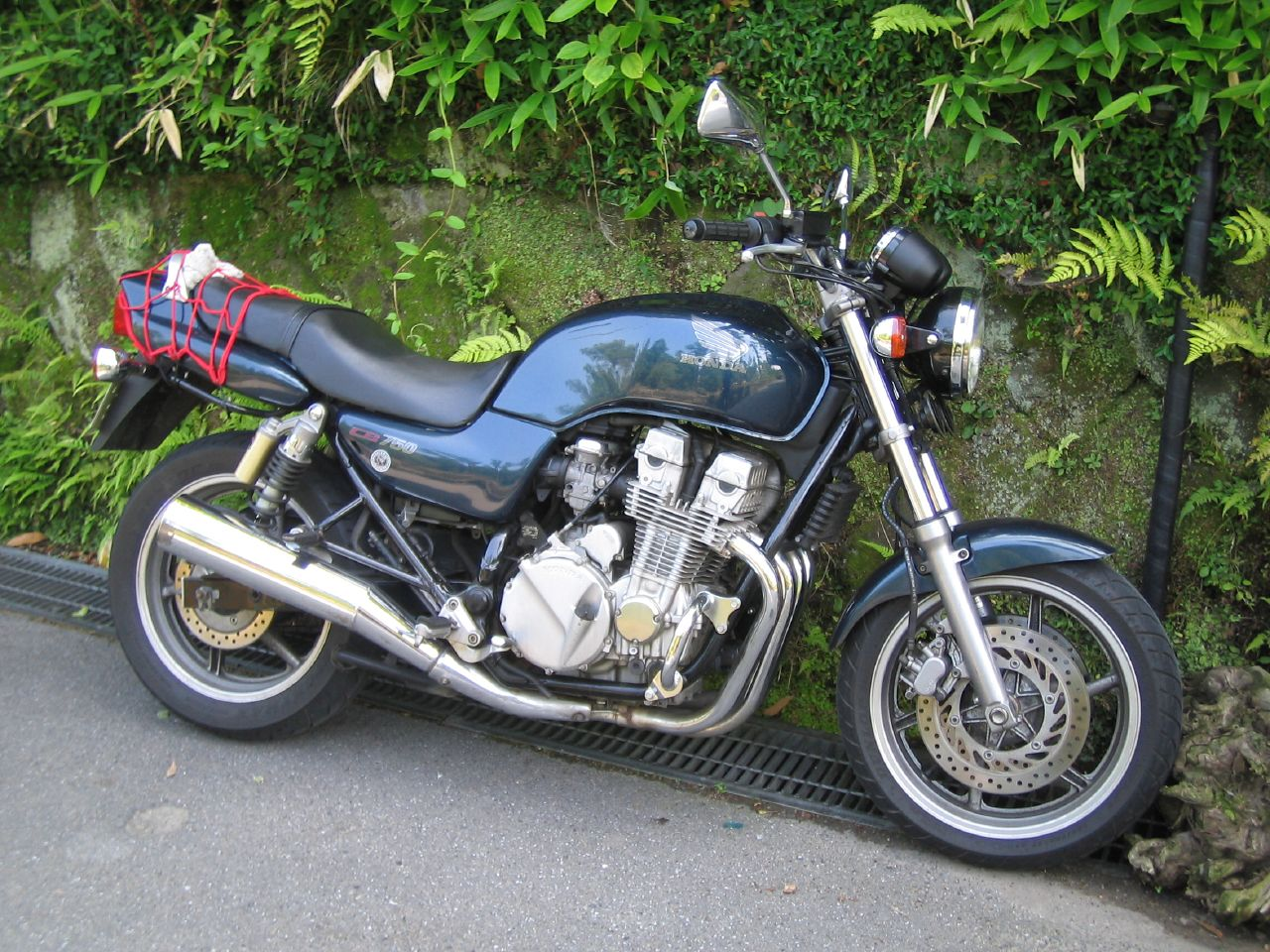
CB750（RC42）
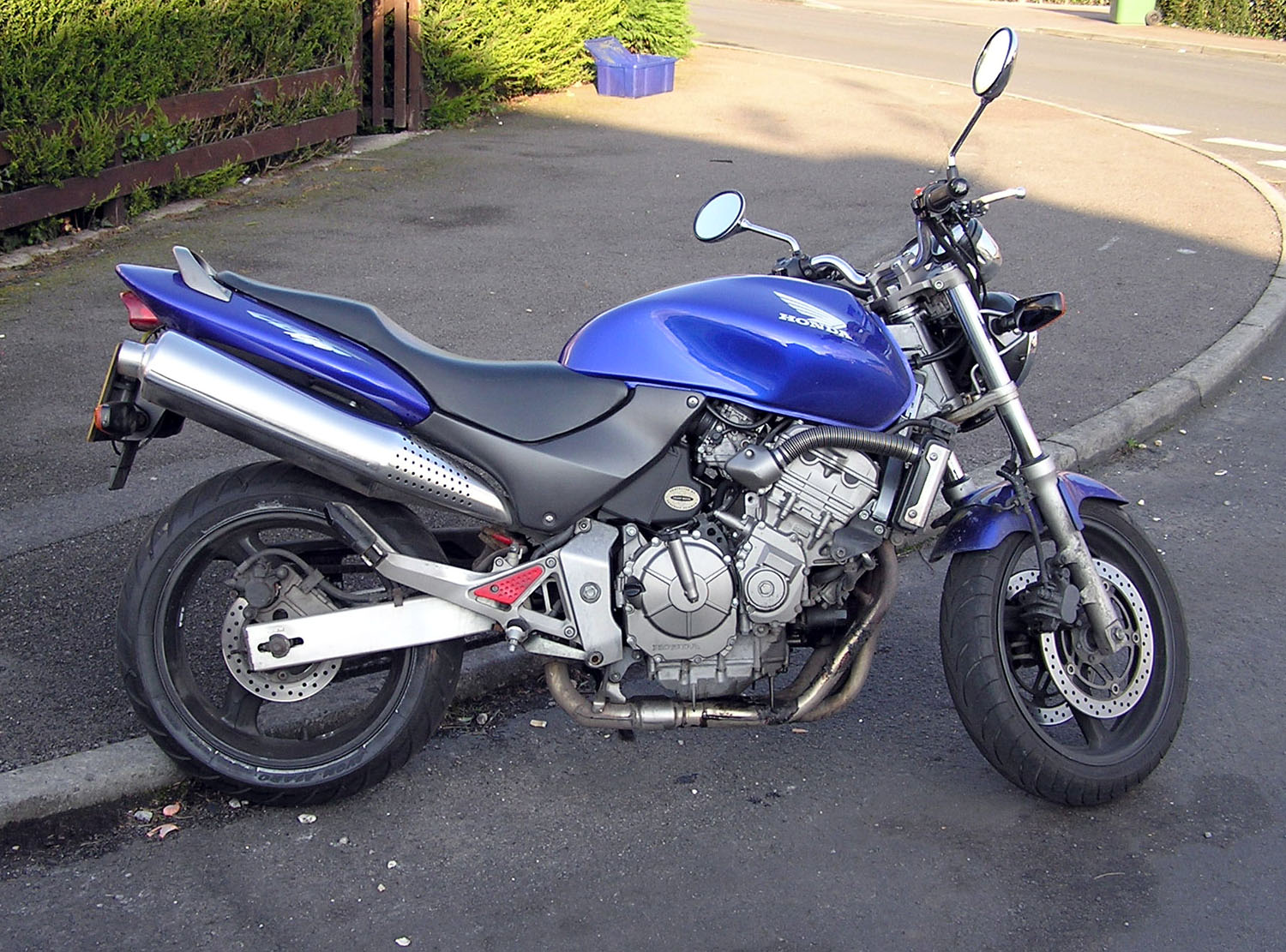
ホーネット600〔CB600F〕（PC34)
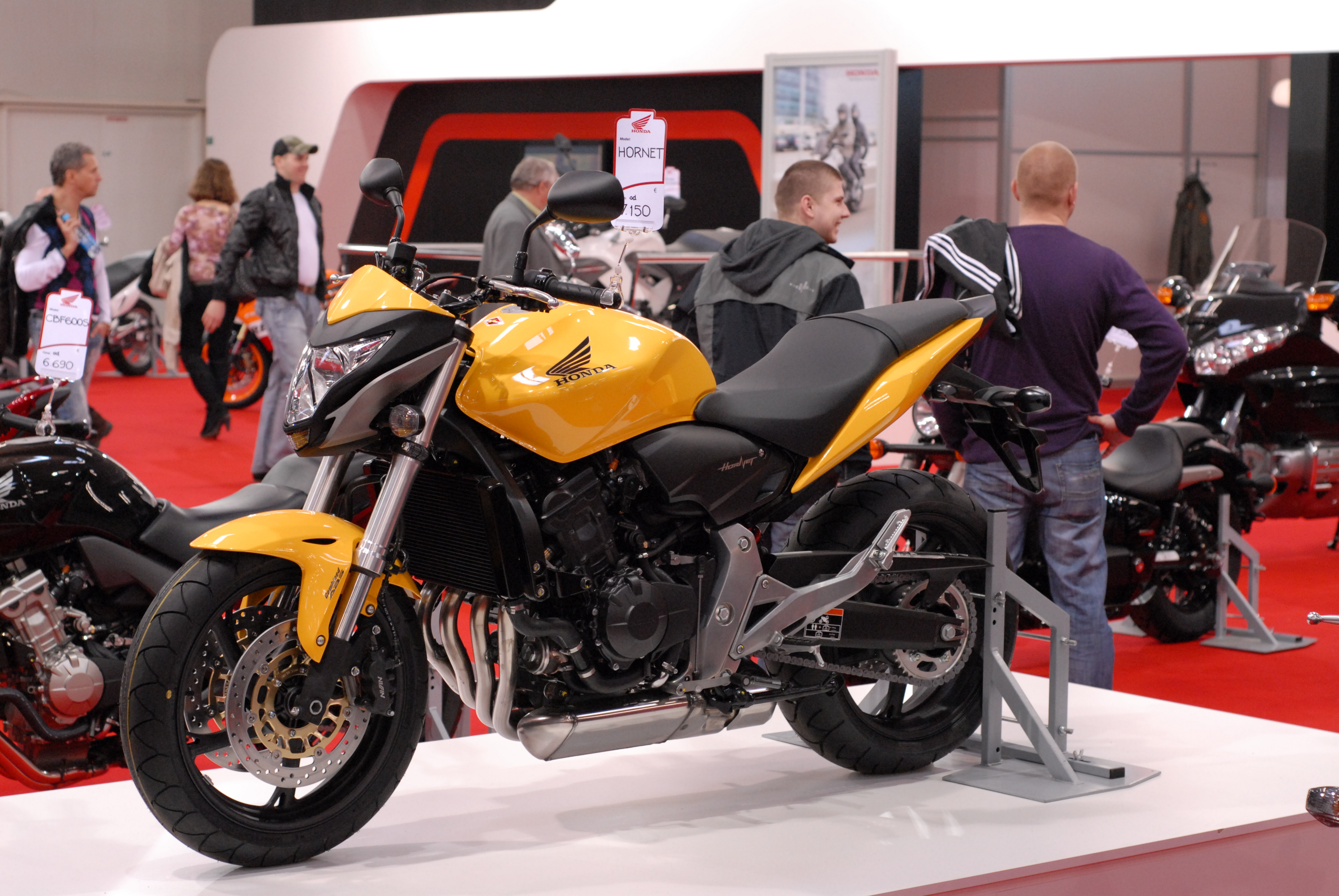
ホーネット600〔CB600F〕（PC41）
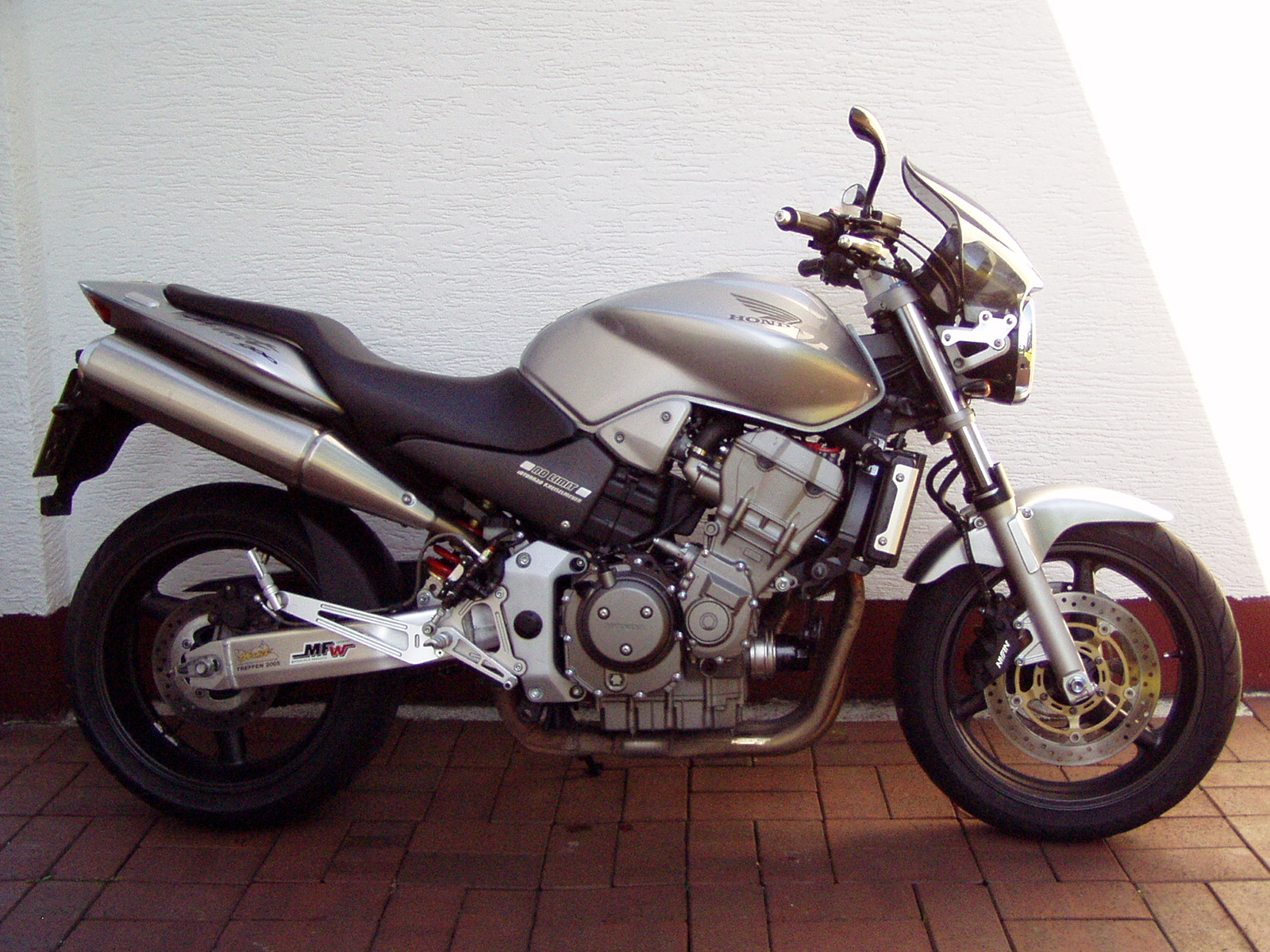
CB900ホーネット

### 1000cc超
- CB1000スーパーフォア（1992年 - 1997年）
- CB1000R（2007年 - ）
- CB1100R（1981年）
- CB1100F（1983年 - 1984年）
- X11〔CB1100SF〕（1999年 - 2003年）
- CB1100（2010年 - ）
- CB1100EX（2014年 -  ）
- CB1100RS（2017年 -  ）
- CB1300スーパーフォア （1998年 - ）
- CB1300スーパーボルドール （2005年 - ）
  - CB1300P （白バイ仕様、2009年 - ）
- CB1300スーパーツーリング （2009年 - 2014年）

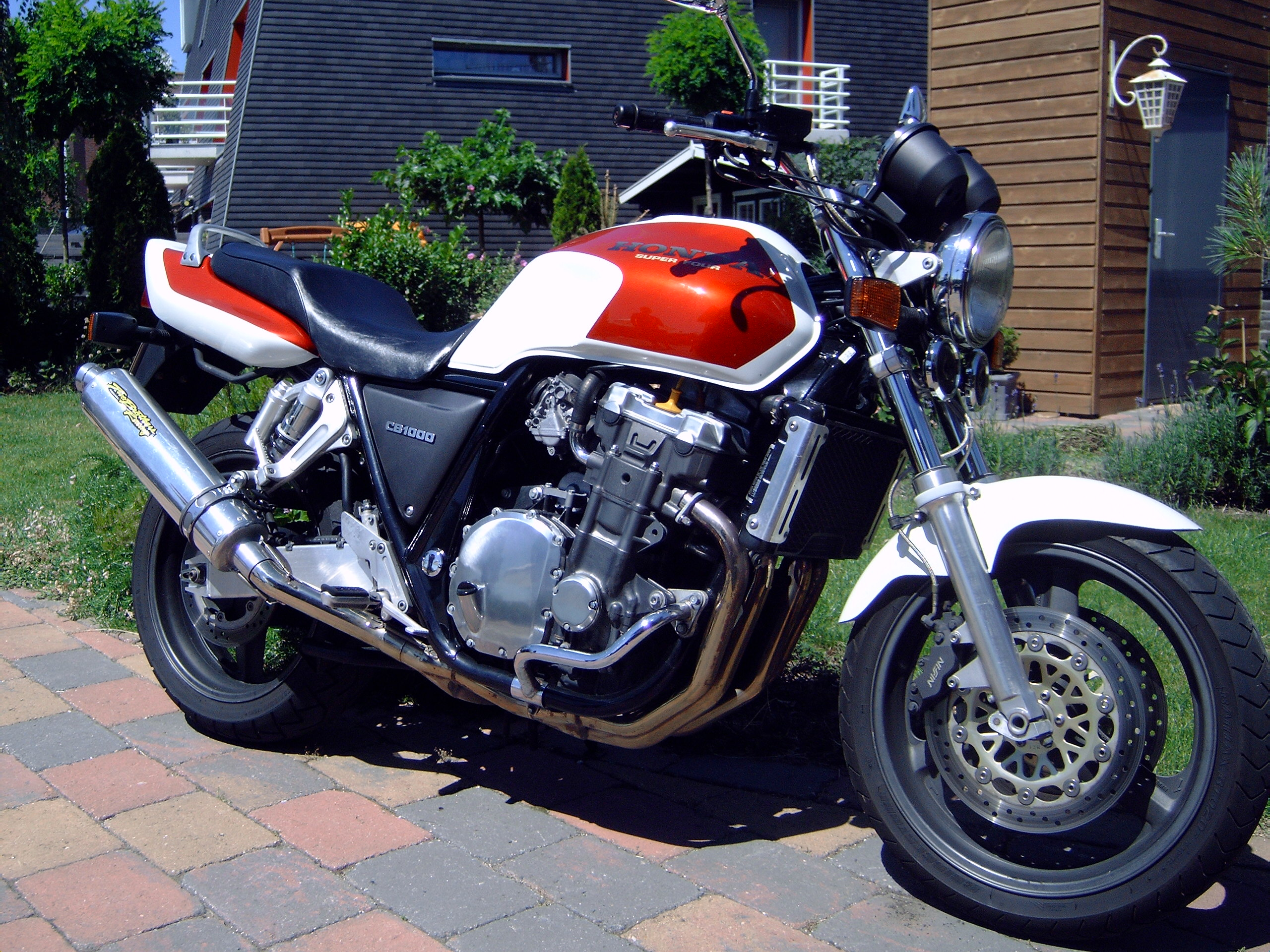
CB1000スーパーフォア
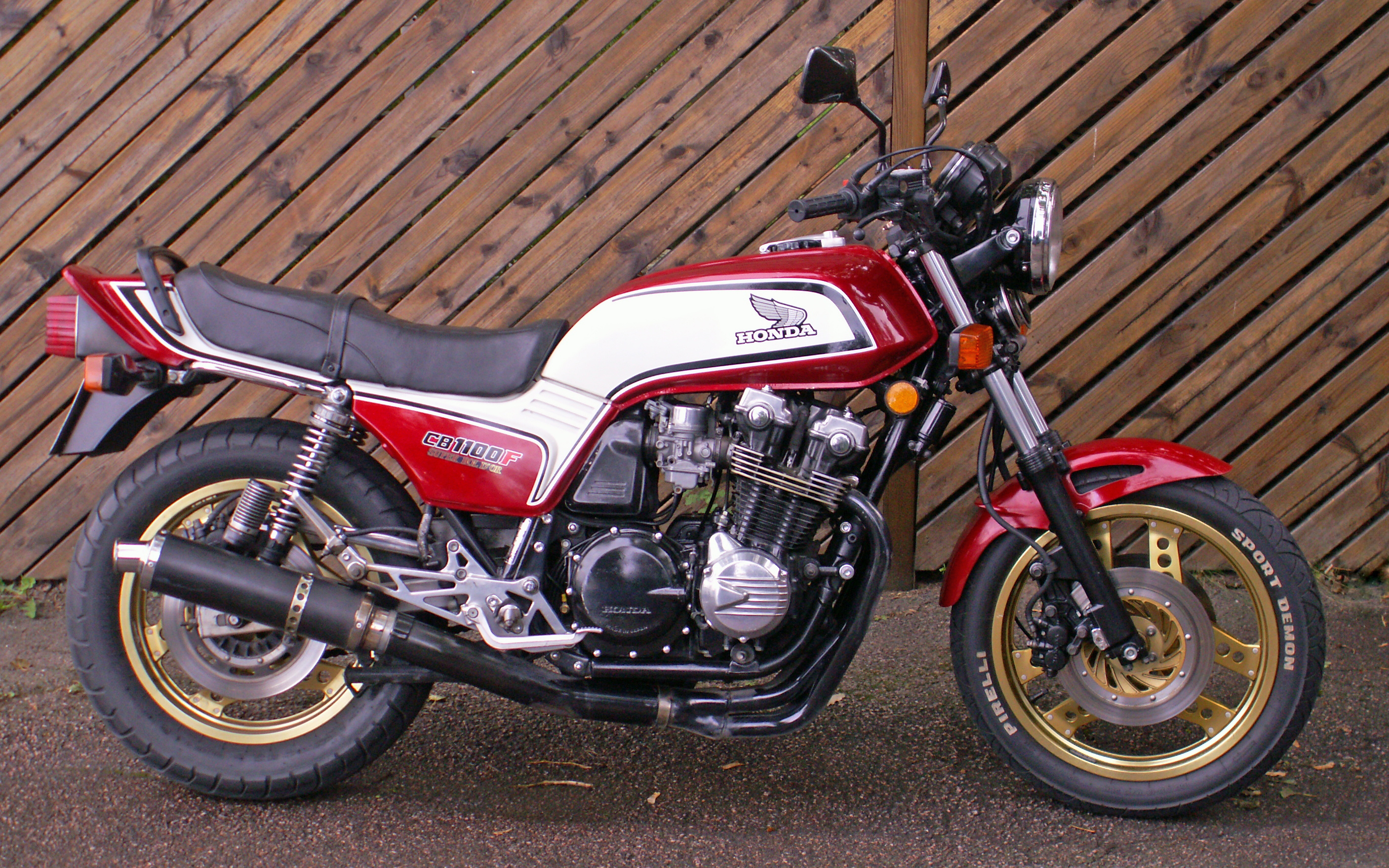
CB1100F
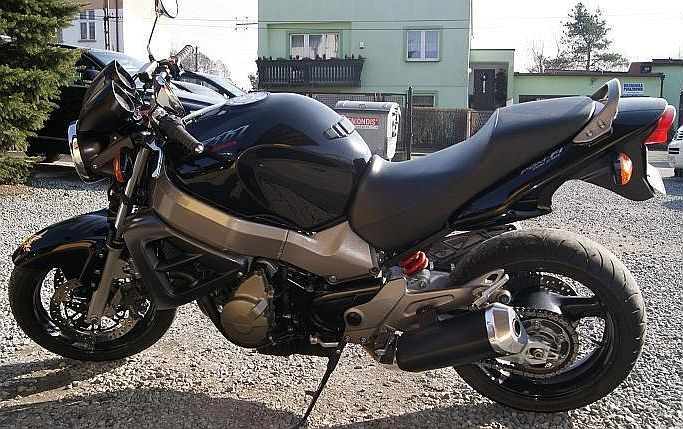
X11〔CB1100SF〕
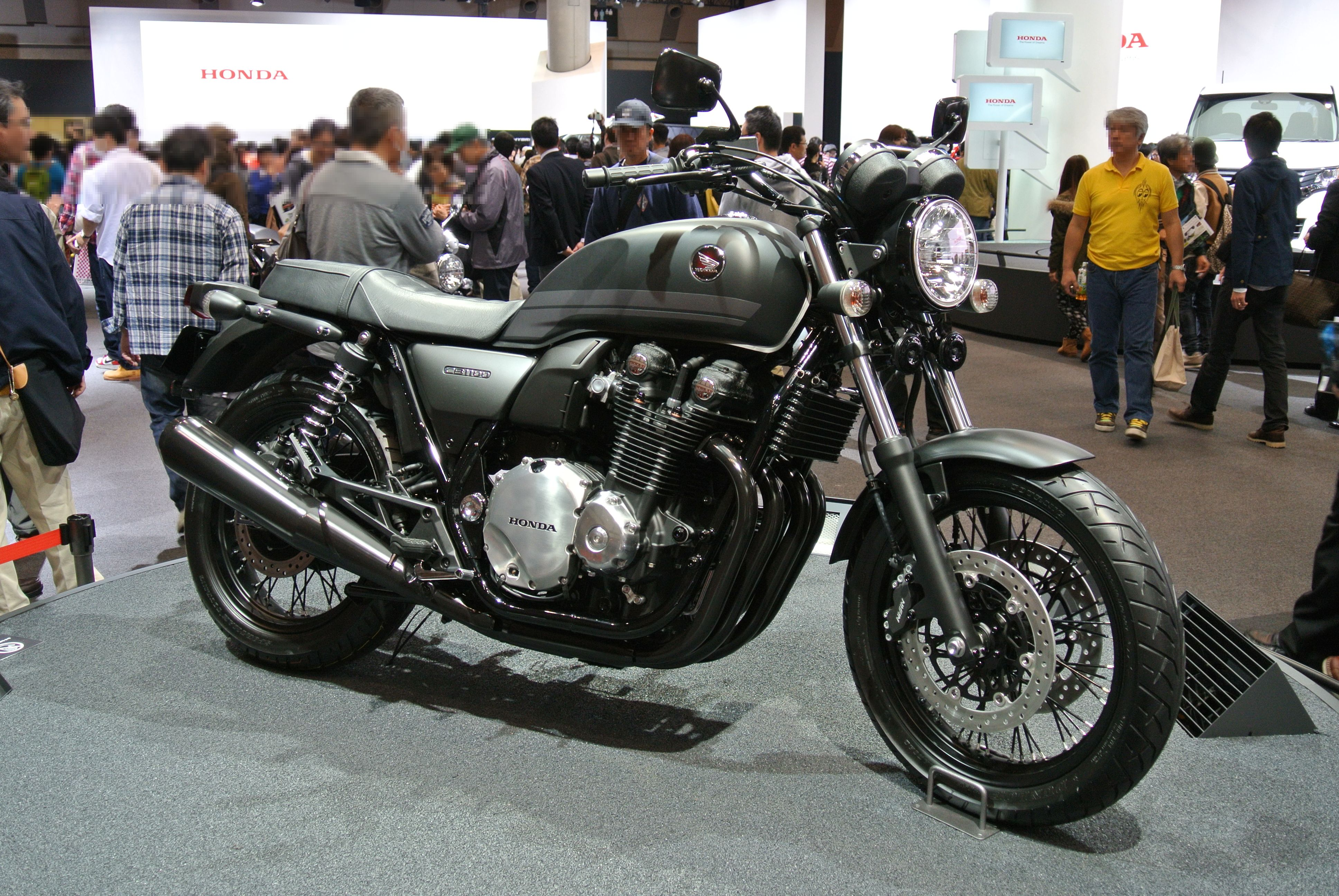
CB1100
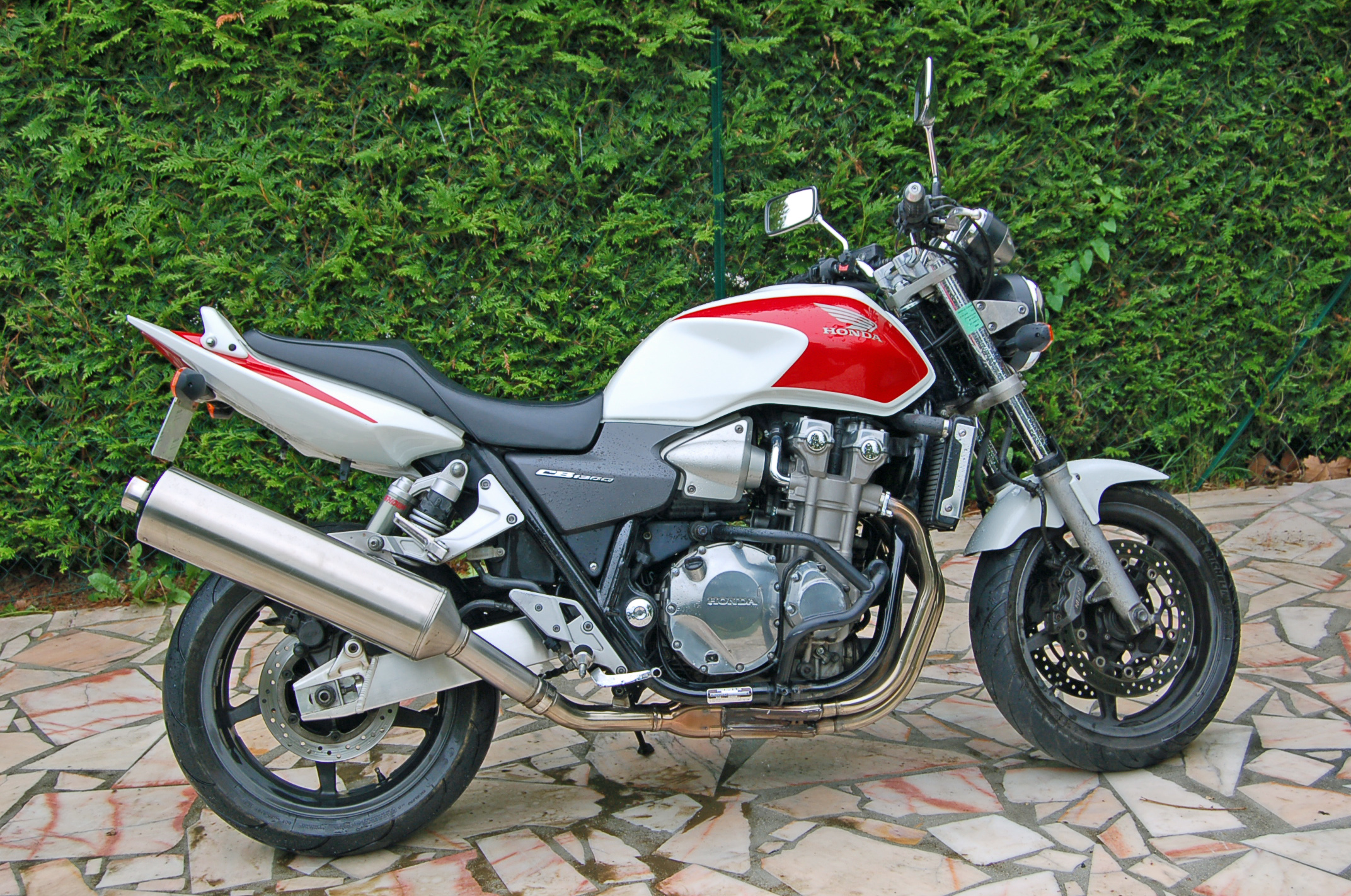
CB1300スーパーフォア
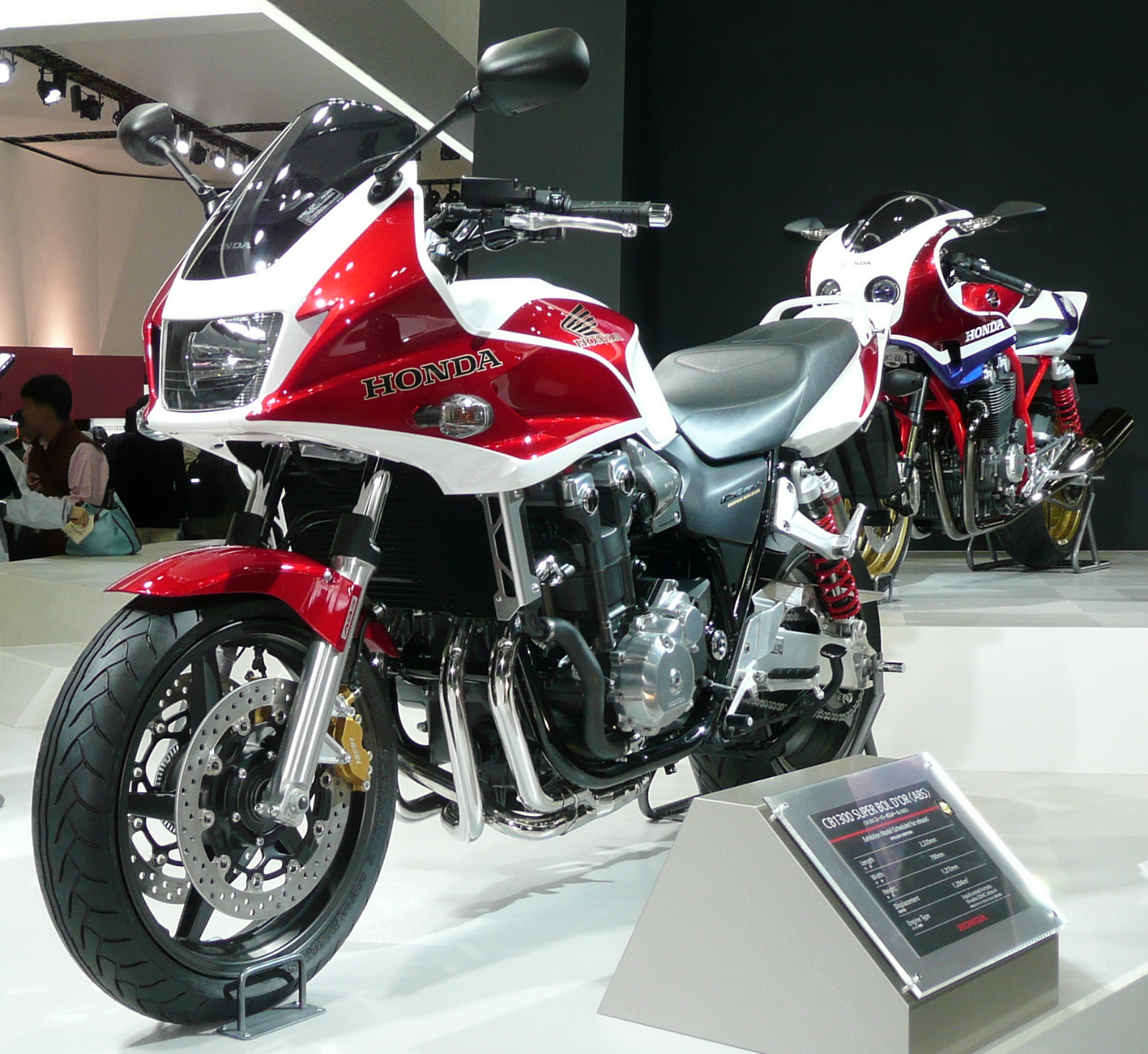
CB1300スーパーボルドール
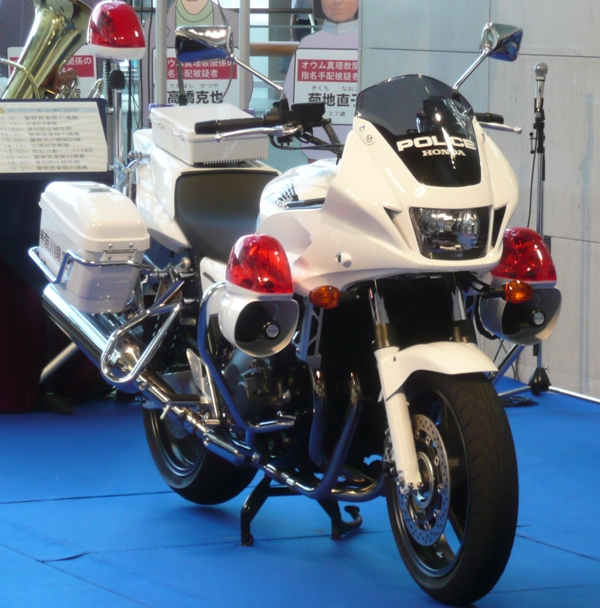
CB1300P